# 2014년 FIFA 월드컵 선수 명단
다음은 2014년 FIFA 월드컵에 참가한 선수들의 명단이다.
2014년 FIFA 월드컵은 2014년 6월 12일부터 7월 13일까지 브라질에서 개최될 예정인 국제 축구 대회이다. 본선에 진출한 32개 국가대표팀들은 23명으로 구성된 선수 명단을 등록해야 하며 이 선수 명단에 포함된 선수들만 대회에 참가할 수 있다.
각 국가는 30명의 선수로 구성된 임시 명단을 2014년 5월 13일까지 FIFA에 제출해야 한다. FIFA는 2014년 5월 16일 웹사이트에 예비 명단을 게재했다.
23명 최종 명단은 2014년 6월 2일까지 FIFA에 제출하여야 하며 FIFA는 2014년 6월 5일 23명 최종 명단을 웹사이트에 게재하였다. 명단에는 3명의 골키퍼가 꼭 포함되어야 한다.

## A조

### 브라질
- 감독:  루이스 펠리피 스콜라리
- 주장: 치아구 시우바

브라질은 5월 7일에 최종 명단을 발표하였다. 또한 6월 2일에 등번호를 발표하였다.
| 번호 | 포지션 | 선수                 | 생년월일 (나이)        | 출전 | 소속                    |
| ---- | ------ | -------------------- | ---------------------- | ---- | ----------------------- |
| 1    | GK     | 제페르송             | 1983년 1월 2일(31세)   | 9    | 보타포구                |
| 2    | DF     | 다니에우 아우베스    | 1983년 5월 6일(31세)   | 75   | 바르셀로나              |
| 3    | DF     | 치아구 시우바 (주장) | 1984년 9월 22일(29세)  | 46   | 파리 생제르맹           |
| 4    | DF     | 다비드 루이스        | 1987년 4월 22일(27세)  | 36   | 첼시                    |
| 5    | MF     | 페르난지뉴           | 1985년 5월 4일(29세)   | 7    | 맨체스터 시티           |
| 6    | DF     | 마르셀루             | 1988년 5월 12일(26세)  | 31   | 레알 마드리드           |
| 7    | FW     | 헐크                 | 1986년 7월 25일(27세)  | 35   | 제니트 상트페테르부르크 |
| 8    | MF     | 파울리뉴             | 1988년 7월 25일(25세)  | 26   | 토트넘 홋스퍼           |
| 9    | FW     | 프레드               | 1983년 10월 3일(30세)  | 33   | 플루미넨시              |
| 10   | FW     | 네이마르             | 1992년 2월 5일(22세)   | 49   | 바르셀로나              |
| 11   | MF     | 오스카르             | 1991년 9월 9일(22세)   | 31   | 첼시                    |
| 12   | GK     | 줄리우 세자르        | 1979년 9월 3일(34세)   | 80   | 토론토                  |
| 13   | DF     | 단치                 | 1983년 10월 18일(30세) | 12   | 바이에른 뮌헨           |
| 14   | DF     | 마스웨우             | 1981년 8월 27일(32세)  | 9    | 파리 생제르맹           |
| 15   | DF     | 엔히크               | 1986년 10월 14일(27세) | 5    | 나폴리                  |
| 16   | MF     | 하미리스             | 1987년 3월 24일(27세)  | 42   | 첼시                    |
| 17   | MF     | 루이스 구스타부      | 1987년 7월 23일(26세)  | 19   | 볼프스부르크            |
| 18   | MF     | 에르나니스           | 1985년 5월 29일(29세)  | 24   | 인테르치오날레          |
| 19   | MF     | 윌리앙               | 1988년 8월 9일(25세)   | 7    | 첼시                    |
| 20   | FW     | 베르나르드           | 1992년 9월 8일(21세)   | 11   | 샤흐타르 도네츠크       |
| 21   | FW     | 조                   | 1987년 3월 20일(27세)  | 17   | 아틀레치쿠 미네이루     |
| 22   | GK     | 빅토르               | 1983년 1월 21일(31세)  | 6    | 아틀레치쿠 미네이루     |
| 23   | DF     | 마이콘               | 1981년 7월 26일(32세)  | 72   | 로마                    |

### 크로아티아
- 감독:  니코 코바치
- 주장: 다리요 스르나

크로아티아는 6월 1일에 최종 명단을 발표하였다. 브라질과의 개막전이 48시간도 남지 않은 상황에서 이반 모치니치가 부상으로 빠지고, 밀란 바델로 대체되었다.
| 번호 | 포지션 | 선수                 | 생년월일 (나이)        | 출전 | 소속                |
| ---- | ------ | -------------------- | ---------------------- | ---- | ------------------- |
| 1    | GK     | 스티페 플레티코사    | 1979년 1월 8일(35세)   | 111  | 로스토프            |
| 2    | DF     | 시메 브르살코        | 1992년 1월 10일(22세)  | 7    | 제노아              |
| 3    | DF     | 다니옐 프라니치      | 1981년 12월 2일(32세)  | 49   | 파나티나이코스      |
| 4    | MF     | 이반 페리시치        | 1989년 2월 2일(25세)   | 29   | VfL 볼프스부르크    |
| 5    | DF     | 베드란 촐루카        | 1986년 2월 5일(28세)   | 57   | 로코모티프 모스크바 |
| 6    | DF     | 데얀 로브렌          | 1989년 7월 5일(24세)   | 24   | 사우샘프턴          |
| 7    | MF     | 이반 라키티치        | 1988년 3월 10일(26세)  | 62   | 세비야              |
| 8    | MF     | 오그넨 부코예비치    | 1983년 12월 20일(30세) | 55   | 디나모 키예프       |
| 9    | FW     | 니키차 옐라비치      | 1985년 8월 27일(28세)  | 34   | 헐 시티             |
| 10   | MF     | 루카 모드리치        | 1985년 9월 9일(28세)   | 75   | 레알 마드리드       |
| 11   | DF     | 다리요 스르나 (주장) | 1982년 5월 1일(32세)   | 113  | 샤흐타르 도네츠크   |
| 12   | GK     | 올리베르 젤레니카    | 1993년 5월 14일(21세)  | 0    | NK 로코모티바       |
| 13   | DF     | 고르돈 실덴펠트      | 1985년 3월 18일(29세)  | 21   | 파나티나이코스      |
| 14   | MF     | 마르첼로 브로조비치  | 1995년 2월 9일(19세)   | 1    | 하이두크 스플리트   |
| 15   | MF     | 밀란 바델            | 1989년 2월 25일(25세)  | 9    | 함부르크 SV         |
| 16   | FW     | 안테 레비치          | 1993년 9월 21일(20세)  | 5    | 피오렌티나          |
| 17   | FW     | 마리오 만주키치      | 1986년 5월 21일(28세)  | 48   | 바이에른 뮌헨       |
| 18   | FW     | 이비차 올리치        | 1979년 9월 14일(34세)  | 90   | VfL 볼프스부르크    |
| 19   | MF     | 사미르               | 1987년 4월 23일(27세)  | 6    | 헤타페              |
| 20   | MF     | 마테오 코바치치      | 1994년 5월 6일(20세)   | 10   | 인테르나치오날레    |
| 21   | DF     | 도마고이 비다        | 1989년 4월 29일(25세)  | 24   | 디나모 키예프       |
| 22   | FW     | 에두아르두           | 1983년 2월 25일(31세)  | 64   | 샤흐타르 도네츠크   |
| 23   | GK     | 다니옐 수바시치      | 1984년 10월 27일(29세) | 6    | 모나코              |

### 카메룬
- 감독:  폴커 핑케
- 주장: 사뮈엘 에토

카메룬은 6월 1일에 최종 명단을 발표하였다.
| 번호 | 포지션 | 선수                  | 생년월일 (나이)        | 출전 | 소속               |
| ---- | ------ | --------------------- | ---------------------- | ---- | ------------------ |
| 1    | GK     | 로익 페주             | 1992년 4월 14일(22세)  | 2    | 코통 스포르        |
| 2    | DF     | 브누아 아수에코토     | 1984년 3월 24일(30세)  | 22   | 퀸스 파크 레인저스 |
| 3    | DF     | 니콜라 은쿨루         | 1990년 3월 27일(24세)  | 48   | 마르세유           |
| 4    | DF     | 세드리크 죄구에       | 1988년 5월 10일(26세)  | 3    | 코통 스포르        |
| 5    | DF     | 다니 눈쿠             | 1986년 4월 11일(28세)  | 16   | 베식타시           |
| 6    | MF     | 알렉상드르 송         | 1987년 9월 9일(26세)   | 47   | FC 바르셀로나      |
| 7    | MF     | 란드리 눈게모         | 1985년 11월 28일(28세) | 40   | 보르도             |
| 8    | FW     | 벵자맹 무칸조         | 1988년 11월 12일(25세) | 17   | 낭시               |
| 9    | FW     | 사뮈엘 에토 (주장)    | 1981년 3월 10일(33세)  | 117  | 첼시               |
| 10   | FW     | 뱅상 아부바카르       | 1992년 1월 22일(22세)  | 24   | 로리앙             |
| 11   | MF     | 장 마쿤               | 1983년 5월 29일(31세)  | 66   | 렌                 |
| 12   | DF     | 앙리 베디모           | 1984년 6월 4일(30세)   | 31   | 리옹               |
| 13   | FW     | 에리크-막생 슈포-모탱 | 1989년 3월 23일(25세)  | 26   | 마인츠05           |
| 14   | DF     | 오렐리앙 체주         | 1985년 6월 20일(28세)  | 310  | 갈라타사라이       |
| 15   | FW     | 피에르 웨보           | 1982년 1월 20일(32세)  | 56   | 페네르바흐체       |
| 16   | GK     | 샤를 이탕주           | 1982년 11월 2일(31세)  | 9    | 코니아스포르       |
| 17   | MF     | 스테판 음비아         | 1986년 5월 20일(28세)  | 49   | 세비야             |
| 18   | MF     | 에용 에노             | 1986년 3월 23일(28세)  | 38   | 안탈리아스포르     |
| 19   | FW     | 파브리스 올링가       | 1996년 5월 12일(18세)  | 8    | 쥘터 바레험        |
| 20   | MF     | 에드가 살리           | 1992년 8월 17일(21세)  | 7    | 렌                 |
| 21   | MF     | 조엘 마티프           | 1991년 8월 8일(22세)   | 23   | 샬케 04            |
| 22   | DF     | 알랑 니옹             | 1988년 5월 10일(26세)  | 10   | 그라나다           |
| 23   | GK     | 새미 은조크           | 1990년 2월 25일(24세)  | 3    | 페티예스포르       |

### 멕시코
- 감독:  미겔 에레라
- 주장: 라파엘 마르케스

멕시코는 5월 9일 최종 명단을 발표하였다.
한편 루이스 몬테스와 후안 카를로스 메디나가 부상으로 인해 엔트리에서 제외되고, 하비에르 아키노와 미겔 앙헬 폰세로 교체되었다.
| 번호 | 포지션 | 선수                           | 생년월일 (나이)        | 출전 | 소속                |
| ---- | ------ | ------------------------------ | ---------------------- | ---- | ------------------- |
| 1    | GK     | 호세 데 헤수스 코로나          | 1981년 1월 26일(33세)  | 34   | 크루스 아술         |
| 2    | DF     | 프란시스코 하비에르 로드리게스 | 1981년 10월 20일(32세) | 95   | 아메리카            |
| 3    | DF     | 카를로스 살시도                | 1980년 4월 2일(34세)   | 122  | UNAL                |
| 4    | DF     | 라파엘 마르케스 (주장)         | 1979년 2월 13일(35세)  | 120  | 레온                |
| 5    | DF     | 디에고 레예스                  | 1992년 9월 19일(21세)  | 14   | 포르투              |
| 6    | MF     | 엑토르 에레라                  | 1990년 4월 19일(24세)  | 13   | 포르투              |
| 7    | DF     | 미겔 라윤                      | 1988년 6월 25일(25세)  | 15   | 아메리카            |
| 8    | MF     | 마르코 파비안                  | 1989년 6월 21일(24세)  | 15   | 크루스 아술         |
| 9    | FW     | 라울 히메네스                  | 1991년 5월 5일(23세)   | 25   | 아메리카            |
| 10   | FW     | 히오바니 도스 산토스           | 1989년 5월 11일(25세)  | 76   | 비야레알            |
| 11   | FW     | 알란 풀리도                    | 1991년 3월 8일(23세)   | 6    | UNAL                |
| 12   | GK     | 알프레도 탈라베라              | 1982년 9월 18일(31세)  | 14   | 톨루카              |
| 13   | GK     | 기예르모 오초아                | 1985년 7월 13일(28세)  | 59   | 아작시오            |
| 14   | FW     | 하비에르 에르난데스            | 1988년 6월 1일(26세)   | 62   | 맨체스터 유나이티드 |
| 15   | DF     | 엑토르 모레노                  | 1988년 1월 17일(26세)  | 53   | 에스파뇰            |
| 16   | MF     | 미겔 앙헬 폰세                 | 1989년 4월 12일(25세)  | 8    | 톨루카              |
| 17   | MF     | 이사크 브리수엘라              | 1990년 8월 28일(23세)  | 7    | 톨루카              |
| 18   | DF     | 안드레스 과르다도              | 1986년 9월 28일(27세)  | 104  | 바이어 레버쿠젠     |
| 19   | FW     | 오리베 페랄타                  | 1984년 1월 12일(30세)  | 33   | 산토스 라구나       |
| 20   | MF     | 하비에르 아키노                | 1990년 2월 11일(24세)  | 22   | 비야레알            |
| 21   | MF     | 카를로스 페냐                  | 1990년 3월 29일(24세)  | 16   | 레온                |
| 22   | DF     | 파울 아길라르                  | 1986년 3월 6일(28세)   | 30   | 아메리카            |
| 23   | MF     | 호세 후안 바스케스             | 1988년 3월 14일(26세)  | 5    | 레온                |

## B조

### 스페인
- 감독:  비센테 델 보스케
- 주장: 이케르 카시야스

스페인은 5월 31일 최종 명단을 발표하였다. 또한 6월 3일에 등번호를 발표하였다.
| 번호 | 포지션 | 선수                   | 생년월일 (나이)        | 출전 | 소속                   |
| ---- | ------ | ---------------------- | ---------------------- | ---- | ---------------------- |
| 1    | GK     | 이케르 카시야스 (주장) | 1981년 5월 20일(33세)  | 154  | 레알 마드리드          |
| 2    | DF     | 라울 알비올            | 1985년 9월 4일(28세)   | 46   | SSC 나폴리             |
| 3    | DF     | 제라르드 피케          | 1987년 2월 2일(27세)   | 60   | FC 바르셀로나          |
| 4    | MF     | 하비 마르티네스        | 1988년 9월 2일(25세)   | 17   | FC 바이에른 뮌헨       |
| 5    | DF     | 후안 프란시스코 토레스 | 1985년 1월 9일(29세)   | 8    | 아틀레티코 마드리드    |
| 6    | MF     | 안드레스 이니에스타    | 1984년 5월 11일(30세)  | 97   | FC 바르셀로나          |
| 7    | FW     | 다비드 비야            | 1981년 12월 3일(32세)  | 96   | 아틀레티코 마드리드    |
| 8    | MF     | 사비 에르난데스        | 1980년 1월 25일(34세)  | 132  | FC 바르셀로나          |
| 9    | FW     | 페르난도 토레스        | 1984년 3월 20일(30세)  | 107  | 첼시 FC                |
| 10   | MF     | 세스크 파브레가스      | 1987년 5월 4일(27세)   | 89   | FC 바르셀로나          |
| 11   | FW     | 페드로                 | 1987년 7월 28일(26세)  | 40   | FC 바르셀로나          |
| 12   | GK     | 다비드 데 헤아         | 1990년 11월 7일(23세)  | 1    | 맨체스터 유나이티드 FC |
| 13   | MF     | 후안 마타              | 1988년 4월 28일(26세)  | 33   | 맨체스터 유나이티드 FC |
| 14   | MF     | 샤비 알론소            | 1981년 11월 25일(32세) | 111  | 레알 마드리드          |
| 15   | DF     | 세르히오 라모스        | 1986년 3월 30일(28세)  | 117  | 레알 마드리드          |
| 16   | MF     | 세르지오 부스케츠      | 1988년 7월 16일(25세)  | 65   | FC 바르셀로나          |
| 17   | MF     | 코케                   | 1992년 1월 8일(22세)   | 8    | 아틀레티코 마드리드    |
| 18   | DF     | 조르디 알바            | 1989년 3월 21일(25세)  | 26   | FC 바르셀로나          |
| 19   | FW     | 디에고 코스타          | 1988년 10월 7일(25세)  | 2    | 아틀레티코 마드리드    |
| 20   | MF     | 산티 카소를라          | 1984년 12월 13일(29세) | 64   | 아스널 FC              |
| 21   | MF     | 다비드 실바            | 1986년 1월 8일(28세)   | 80   | 맨체스터 시티          |
| 22   | DF     | 세사르 아스필리쿠에타  | 1989년 8월 28일(24세)  | 6    | 첼시 FC                |
| 23   | GK     | 페페 레이나            | 1982년 8월 31일(31세)  | 32   | SSC 나폴리             |

### 네덜란드
- 감독:  루이 판 할
- 주장: 로빈 판 페르시

네덜란드는 5월 31일에 최종 명단을 발표하였다. 또한 6월 2일에 등번호를 발표하였다.
| 번호 | 포지션 | 선수                  | 생년월일 (나이)        | 출전 | 소속                |
| ---- | ------ | --------------------- | ---------------------- | ---- | ------------------- |
| 1    | GK     | 야스퍼 실러선         | 1989년 4월 22일(25세)  | 8    | 아약스              |
| 2    | DF     | 론 플라르             | 1985년 2월 16일(29세)  | 24   | 애스턴 빌라         |
| 3    | DF     | 스테판 더 프레이      | 1990년 8월 29일(23세)  | 12   | 페예노르트          |
| 4    | DF     | 브루누 마르팅스 인디  | 1992년 2월 8일(22세)   | 16   | 페예노르트          |
| 5    | DF     | 데일리 블린트         | 1990년 3월 9일(24세)   | 12   | 아약스              |
| 6    | MF     | 나이젤 더 용          | 1984년 11월 13일(29세) | 71   | 밀란                |
| 7    | DF     | 다릴 얀마트           | 1989년 7월 22일(24세)  | 16   | 페예노르트          |
| 8    | MF     | 요나탄 더휘즈만       | 1987년 9월 13일(26세)  | 10   | 스완지 시티         |
| 9    | FW     | 로빈 판 페르시 (주장) | 1983년 8월 6일(30세)   | 85   | 맨체스터 유나이티드 |
| 10   | MF     | 베슬리 스네이더르     | 1984년 6월 9일(30세)   | 99   | 갈라타사라이        |
| 11   | MF     | 아르연 로번           | 1984년 1월 23일(30세)  | 75   | 바이에른 뮌헨       |
| 12   | DF     | 파울 페르하흐         | 1983년 9월 1일(30세)   | 2    | FC 아우크스부르크   |
| 13   | DF     | 요옐 펠트만           | 1992년 1월 15일(22세)  | 2    | 아약스              |
| 14   | DF     | 테렌서 콩올로         | 1994년 2월 14일(20세)  | 1    | 페예노르트          |
| 15   | FW     | 디르크 카윗           | 1980년 6월 22일(33세)  | 98   | 페네르바흐체        |
| 16   | MF     | 요르디 클라시         | 1991년 6월 27일(22세)  | 8    | 페예노르트          |
| 17   | FW     | 예레마인 렌스         | 1987년 11월 24일(26세) | 22   | 디나모 키예프       |
| 18   | MF     | 레로이 페르           | 1990년 1월 15일(24세)  | 6    | 노리치 시티         |
| 19   | FW     | 클라스얀 휜텔라르     | 1983년 8월 12일(30세)  | 62   | 샬케 04             |
| 20   | MF     | 조르지뇨 베이날둠     | 1990년 11월 11일(23세) | 5    | PSV 에인트호번      |
| 21   | MF     | 멤피스 데파이         | 1994년 2월 13일(20세)  | 6    | PSV 에인트호번      |
| 22   | GK     | 미셸 보름             | 1983년 10월 20일(30세) | 14   | 스완지 시티         |
| 23   | GK     | 팀 크륄               | 1988년 4월 3일(26세)   | 5    | 뉴캐슬 유나이티드   |

### 칠레
- 감독:  호르헤 삼파올리
- 주장: 클라우디오 브라보

칠레는 2014년 6월 1일에 최종 명단을 발표하였다.
| 번호 | 포지션 | 선수                     | 생년월일 (나이)        | 출전 | 소속                    |
| ---- | ------ | ------------------------ | ---------------------- | ---- | ----------------------- |
| 1    | GK     | 클라우디오 브라보 (주장) | 1983년 4월 13일(31세)  | 79   | 레알 소시에다드         |
| 2    | DF     | 에우헤니오 메나          | 1988년 7월 18일(25세)  | 25   | 산투스                  |
| 3    | DF     | 미코 알보르노스          | 1990년 11월 3일(23세)  | 2    | 말뫼 FF                 |
| 4    | MF     | 마우리시오 이슬라        | 1988년 6월 12일(26세)  | 47   | 유벤투스                |
| 5    | DF     | 프란시스코 실바          | 1986년 2월 11일(28세)  | 12   | 오사수나                |
| 6    | MF     | 카를로스 카르모나        | 1987년 2월 21일(27세)  | 44   | 아탈란타                |
| 7    | FW     | 알렉시스 산체스          | 1988년 12월 19일(25세) | 67   | 바르셀로나              |
| 8    | MF     | 아르투로 비달            | 1987년 5월 22일(27세)  | 54   | 유벤투스                |
| 9    | FW     | 마우리시오 피니야        | 1984년 2월 4일(30세)   | 27   | 칼리아리                |
| 10   | MF     | 호르헤 발디비아          | 1983년 10월 3일(30세)  | 57   | 파우메이라스            |
| 11   | FW     | 에두아르도 바르가스      | 1989년 11월 20일(24세) | 30   | 발렌시아                |
| 12   | GK     | 크리스토페르 토셀리      | 1988년 6월 22일(25세)  | 4    | 우니베르시다드 카톨리카 |
| 13   | DF     | 호세 로하스              | 1983년 6월 3일(31세)   | 19   | 우니베르시다드 데 칠레  |
| 14   | MF     | 파비안 오레야나          | 1986년 1월 27일(28세)  | 26   | 셀타 비고               |
| 15   | MF     | 장 보세주르              | 1984년 6월 3일(30세)   | 59   | 위건 애슬레틱           |
| 16   | MF     | 펠리페 구티에레스        | 1990년 10월 8일(23세)  | 18   | 트벤터                  |
| 17   | DF     | 가리 메델                | 1987년 8월 3일(26세)   | 61   | 카디프 시티             |
| 18   | DF     | 곤살로 하라              | 1985년 8월 29일(28세)  | 65   | 노팅엄 포리스트         |
| 19   | MF     | 호세 페드로 푸엔살리다   | 1985년 2월 22일(29세)  | 23   | 콜로-콜로               |
| 20   | MF     | 차를레스 아랑기스        | 1989년 4월 17일(25세)  | 21   | 인테르나시오나우        |
| 21   | MF     | 마르셀로 디아스          | 1986년 12월 30일(27세) | 21   | 바젤                    |
| 22   | FW     | 에스테반 파레데스        | 1980년 8월 1일(33세)   | 35   | 콜로-콜로               |
| 23   | GK     | 조니 에레라              | 1981년 5월 9일(33세)   | 8    | 우니베르시다드 데 칠레  |

### 오스트레일리아
- 감독:  엔제 포스테코글루
- 주장: 밀레 예디나크

오스트레일리아는 6월 3일 최종 명단을 발표하였다.
| 번호 | 포지션 | 선수                 | 생년월일 (나이)        | 출전 | 소속                   |
| ---- | ------ | -------------------- | ---------------------- | ---- | ---------------------- |
| 1    | GK     | 매슈 라이언          | 1992년 4월 8일(22세)   | 7    | 클뤼프 브뤼허          |
| 2    | DF     | 이반 프라니치        | 1987년 9월 10일(26세)  | 9    | 브리즈번 로어 FC       |
| 3    | DF     | 제이슨 데이비드슨    | 1991년 6월 29일(22세)  | 7    | 헤라클레스 알멜로      |
| 4    | FW     | 팀 케이힐            | 1979년 12월 6일(34세)  | 69   | 뉴욕 레드불스          |
| 5    | MF     | 마크 밀리건          | 1985년 8월 4일(28세)   | 29   | 멜버른 빅토리          |
| 6    | DF     | 매슈 스피라노비치    | 1988년 6월 27일(25세)  | 18   | 웨스턴 시드니 원더러스 |
| 7    | FW     | 매슈 레키            | 1991년 2월 4일(23세)   | 8    | FSV 프랑크푸르트       |
| 8    | DF     | 베일리 라이트        | 1992년 7월 28일(21세)  | 0    | 프레스턴 노스 엔드     |
| 9    | FW     | 애덤 태가트          | 1993년 6월 2일(21세)   | 5    | 뉴캐슬 유나이티드 제츠 |
| 10   | MF     | 벤 핼러런            | 1992년 6월 14일(21세)  | 2    | 포르투나 뒤셀도르프    |
| 11   | MF     | 토미 오어            | 1991년 12월 10일(22세) | 15   | 위트레흐트             |
| 12   | GK     | 미첼 랭가랙          | 1988년 8월 22일(25세)  | 3    | 보루시아 도르트문트    |
| 13   | MF     | 올리버 보자니치      | 1989년 1월 8일(25세)   | 3    | 루체른                 |
| 14   | MF     | 제임스 트로이시      | 1988년 7월 3일(25세)   | 11   | 멜버른 빅토리          |
| 15   | MF     | 밀레 예디나크 (주장) | 1984년 8월 3일(29세)   | 44   | 크리스털 팰리스        |
| 16   | MF     | 제임스 홀랜드        | 1989년 5월 15일(25세)  | 14   | 아우스트리아 빈        |
| 17   | MF     | 맷 매케이            | 1983년 1월 11일(31세)  | 47   | 브리즈번 로어          |
| 18   | GK     | 유진 갈레코비치      | 1981년 6월 12일(33세)  | 8    | 애들레이드 유나이티드  |
| 19   | DF     | 라이언 맥고완        | 1989년 8월 15일(24세)  | 9    | 산둥 루넝              |
| 20   | MF     | 다리오 비도시치      | 1987년 4월 8일(27세)   | 23   | 시옹                   |
| 21   | MF     | 마시모 루옹고        | 1992년 9월 25일(21세)  | 1    | 스윈던 타운            |
| 22   | DF     | 앨릭스 윌킨슨        | 1984년 8월 13일(29세)  | 3    | 전북 현대 모터스       |
| 23   | MF     | 마크 브레시아노      | 1980년 2월 11일(34세)  | 74   | 알가라파               |

## C조

### 콜롬비아
- 감독:  호세 페케르만
- 주장: 마리오 예페스

콜롬비아는 6월 2일 최종 명단을 발표하였다. 미드필더 알도 레오 라미레스가 부상으로 명단에서 빠지고, 카를로스 카르보네로로 대체되었다.
| 번호 | 포지션 | 선수                   | 생년월일 (나이)        | 출전 | 소속                    |
| ---- | ------ | ---------------------- | ---------------------- | ---- | ----------------------- |
| 1    | GK     | 다비드 오스피나        | 1988년 8월 31일(25세)  | 42   | 니스                    |
| 2    | DF     | 크리스티안 사파타      | 1986년 9월 30일(27세)  | 20   | 밀란                    |
| 3    | DF     | 마리오 예페스 (주장)   | 1976년 1월 13일(38세)  | 95   | 아탈란타                |
| 4    | DF     | 산티아고 아리아스      | 1992년 1월 13일(22세)  | 4    | 에인트호번              |
| 5    | MF     | 카를로스 카르보네로    | 1990년 7월 25일(23세)  | 1    | 리버 플레이트           |
| 6    | MF     | 카를로스 산체스        | 1986년 2월 6일(28세)   | 44   | 엘체                    |
| 7    | DF     | 파블로 아르메로        | 1986년 11월 2일(27세)  | 50   | 웨스트햄 유나이티드     |
| 8    | MF     | 아벨 아길라르          | 1985년 1월 6일(29세)   | 48   | 툴루즈                  |
| 9    | FW     | 테오필로 구티에레스    | 1985년 5월 17일(29세)  | 34   | 리버 플레이트           |
| 10   | MF     | 하메스 로드리게스      | 1991년 7월 12일(22세)  | 21   | AS 모나코               |
| 11   | MF     | 후안 콰드라도          | 1988년 5월 26일(26세)  | 26   | 피오렌티나              |
| 12   | GK     | 카밀로 바르가스        | 1989년 9월 1일(24세)   | 0    | 산타페                  |
| 13   | MF     | 프레디 과린            | 1986년 6월 30일(27세)  | 48   | 인테르나치오날레 밀라노 |
| 14   | MF     | 빅토르 이바르보        | 1990년 5월 19일(24세)  | 8    | 칼리아리                |
| 15   | MF     | 알렉산데르 메히아      | 1988년 11월 7일(25세)  | 9    | 아틀레티코 나시오날     |
| 16   | DF     | 에데르 알바레스 발란타 | 1993년 2월 28일(21세)  | 1    | 리버 플레이트           |
| 17   | FW     | 카를로스 바카          | 1986년 9월 8일(27세)   | 9    | 세비야                  |
| 18   | DF     | 후안 카밀로 수니가     | 1985년 12월 14일(28세) | 51   | 나폴리                  |
| 19   | FW     | 아드리안 라모스        | 1986년 1월 22일(28세)  | 23   | 헤르타 BSC              |
| 20   | MF     | 후안 페르난도 킨테로   | 1993년 1월 18일(21세)  | 4    | 포르투                  |
| 21   | FW     | 작손 마르티네스        | 1986년 10월 3일(27세)  | 26   | 포르투                  |
| 22   | GK     | 파리드 몬드라곤        | 1971년 6월 21일(42세)  | 54   | 데포르티보 칼리         |
| 23   | DF     | 카를로스 발데스        | 1985년 5월 22일(29세)  | 12   | 산로렌소                |

### 그리스
- 감독:  페르난두 산투스
- 주장: 요르고스 카라구니스

그리스는 5월 19일에 최종 명단을 발표하였다. 또한, 5월 30일에 등번호를 발표하였다.
| 번호 | 포지션 | 선수                        | 생년월일 (나이)        | 출전 | 소속                |
| ---- | ------ | --------------------------- | ---------------------- | ---- | ------------------- |
| 1    | GK     | 오레스티스 카르네지스       | 1985년 7월 11일(28세)  | 19   | 그라나다            |
| 2    | DF     | 요아니스 마니아티스         | 1986년 10월 12일(27세) | 30   | 올림피아코스        |
| 3    | DF     | 예오르요스 차벨라스         | 1987년 11월 26일(26세) | 13   | PAOK                |
| 4    | DF     | 코스타스 마놀라스           | 1991년 6월 14일(22세)  | 9    | 올림피아코스        |
| 5    | DF     | 방겔리스 모라스             | 1981년 8월 26일(32세)  | 19   | 엘라스 베로나       |
| 6    | MF     | 알렉산드로스 치올리스       | 1985년 2월 13일(29세)  | 49   | 카이세리스포르      |
| 7    | FW     | 요르고스 사마라스           | 1985년 2월 21일(29세)  | 74   | 셀틱                |
| 8    | MF     | 파나요티스 코네             | 1987년 7월 26일(26세)  | 16   | 볼로냐              |
| 9    | FW     | 코스타스 미트로글루         | 1988년 3월 12일(26세)  | 32   | 풀럼                |
| 10   | MF     | 요르고스 카라구니스 (주장)  | 1977년 3월 6일(37세)   | 135  | 풀럼                |
| 11   | DF     | 루카스 빈트라               | 1981년 2월 5일(33세)   | 50   | 레반테              |
| 12   | GK     | 파나요티스 글리코스         | 1986년 10월 10일(27세) | 2    | PAOK                |
| 13   | GK     | 스테파노스 카피노           | 1994년 3월 18일(20세)  | 2    | 파나티나이코스      |
| 14   | FW     | 디미트리스 살핑기디스       | 1981년 8월 18일(32세)  | 76   | PAOK                |
| 15   | DF     | 바실리스 토로시디스         | 1985년 6월 10일(29세)  | 66   | 로마                |
| 16   | MF     | 라자로스 흐리스토둘로풀로스 | 1986년 12월 19일(27세) | 19   | 볼로냐              |
| 17   | FW     | 테오파니스 게카스           | 1980년 5월 23일(34세)  | 72   | 코니아스포르        |
| 18   | MF     | 요아니스 페트파치디스       | 1990년 12월 21일(23세) | 19   | 제노아              |
| 19   | DF     | 소크라티스 파파스타토풀로스 | 1988년 6월 9일(26세)   | 47   | 보루시아 도르트문트 |
| 20   | DF     | 호세 홀레바스               | 1984년 6월 27일(29세)  | 22   | 올림피아코스        |
| 21   | MF     | 코스타스 카추라니스         | 1979년 6월 21일(34세)  | 111  | PAOK                |
| 22   | MF     | 안드레아스 사마리스         | 1989년 6월 13일(24세)  | 4    | 올림피아코스        |
| 23   | MF     | 파나요티스 타흐치디스       | 1991년 2월 15일(23세)  | 6    | 토리노              |

### 코트디부아르
- 감독:  사브리 라무시
- 주장: 디디에 드로그바

코트디부아르는 6월 1일에 최종 명단을 발표하였다.
| 번호 | 포지션 | 선수                    | 생년월일 (나이)        | 출전 | 소속                      |
| ---- | ------ | ----------------------- | ---------------------- | ---- | ------------------------- |
| 1    | GK     | 부바카르 바리           | 1979년 12월 30일(34세) | 80   | 로케런                    |
| 2    | DF     | 우스만 비에라           | 1986년 12월 21일(27세) | 3    | 차이쿠르 리제스포르       |
| 3    | DF     | 아르튀르 보카           | 1983년 4월 2일(31세)   | 80   | VfB 슈투트가르트          |
| 4    | DF     | 콜로 투레               | 1981년 3월 19일(33세)  | 107  | 리버풀                    |
| 5    | DF     | 디디에 조코라           | 1980년 12월 24일(33세) | 120  | 트라브존스포르            |
| 6    | FW     | 마티스 볼리             | 1984년 11월 14일(29세) | 4    | 포르투나 뒤셀도르프       |
| 7    | DF     | 장다니엘 아크파아크프로 | 1992년 10월 11일(21세) | 1    | 툴루즈                    |
| 8    | FW     | 살로몽 칼루             | 1985년 8월 5일(28세)   | 65   | 릴                        |
| 9    | MF     | 셰이크 티오테           | 1986년 6월 21일(27세)  | 45   | 뉴캐슬 유나이티드         |
| 10   | FW     | 제르비뉴                | 1987년 5월 27일(27세)  | 54   | 로마                      |
| 11   | FW     | 디디에 드로그바 (주장)  | 1978년 3월 11일(36세)  | 101  | 갈라타사라이              |
| 12   | FW     | 윌프리드 보니           | 1988년 12월 10일(25세) | 25   | 스완지 시티               |
| 13   | MF     | 디디에 야 코난          | 1984년 2월 25일(30세)  | 26   | 하노버 96                 |
| 14   | MF     | 이스마엘 디오망데       | 1992년 8월 28일(21세)  | 2    | 생테티엔                  |
| 15   | FW     | 막스 그라델             | 1987년 11월 30일(26세) | 26   | 생테티엔                  |
| 16   | GK     | 실뱅 지보우오           | 1988년 10월 29일(25세) | 1    | 세웨 스포르               |
| 17   | DF     | 세르주 오리에           | 1992년 12월 24일(21세) | 9    | 툴루즈                    |
| 18   | DF     | 콩스탕 자크파           | 1986년 10월 17일(27세) | 5    | 아인트라흐트 프랑크푸르트 |
| 19   | MF     | 야야 투레               | 1983년 5월 13일(31세)  | 83   | 맨체스터 시티             |
| 20   | MF     | 세레이 디에             | 1984년 11월 7일(29세)  | 7    | 바젤                      |
| 21   | FW     | 지오바니 시오           | 1989년 3월 19일(25세)  | 7    | 바젤                      |
| 22   | DF     | 솔 밤바                 | 1985년 1월 13일(29세)  | 44   | 트라브존스포르            |
| 23   | GK     | 사유바 망데             | 1993년 6월 5일(21세)   | 1    | 스타벡                    |

### 일본
- 감독:  알베르토 자케로니
- 주장: 하세베 마코토

일본은 5월 12일에 최종 명단을 발표하였다. 또한, 5월 25일에 등번호를 발표하였다.
| 번호 | 포지션 | 선수                 | 생년월일 (나이)        | 출전 | 소속                      |
| ---- | ------ | -------------------- | ---------------------- | ---- | ------------------------- |
| 1    | GK     | 가와시마 에이지      | 1983년 3월 20일(31세)  | 56   | 스탕다르 리에주           |
| 2    | DF     | 우치다 아쓰토        | 1988년 3월 27일(26세)  | 68   | 샬케 04                   |
| 3    | DF     | 사카이 고토쿠        | 1991년 2월 14일(23세)  | 12   | VfB 슈투트가르트          |
| 4    | MF     | 혼다 게이스케        | 1986년 6월 13일(27세)  | 56   | 밀란                      |
| 5    | DF     | 나가토모 유토        | 1986년 9월 12일(27세)  | 70   | 인테르나치오날레          |
| 6    | DF     | 모리시게 마사토      | 1987년 5월 21일(27세)  | 10   | FC 도쿄                   |
| 7    | MF     | 엔도 야스히토        | 1980년 1월 28일(34세)  | 144  | 감바 오사카               |
| 8    | MF     | 기요타케 히로시      | 1989년 11월 12일(24세) | 25   | 1. FC 뉘른베르크          |
| 9    | FW     | 오카자키 신지        | 1986년 4월 16일(28세)  | 76   | 마인츠 05                 |
| 10   | MF     | 가가와 신지          | 1989년 3월 17일(25세)  | 57   | 맨체스터 유나이티드       |
| 11   | FW     | 가키타니 요이치로    | 1990년 1월 3일(24세)   | 12   | 세레소 오사카             |
| 12   | GK     | 니시카와 슈사쿠      | 1986년 6월 18일(27세)  | 13   | 우라와 레드 다이아몬드    |
| 13   | FW     | 오쿠보 요시토        | 1982년 6월 9일(32세)   | 57   | 가와사키 프론탈레         |
| 14   | MF     | 아오야마 도시히로    | 1986년 2월 22일(28세)  | 6    | 산프레체 히로시마         |
| 15   | DF     | 곤노 야스유키        | 1983년 1월 25일(31세)  | 81   | 감바 오사카               |
| 16   | MF     | 야마구치 호타루      | 1990년 10월 6일(23세)  | 12   | 세레소 오사카             |
| 17   | MF     | 하세베 마코토 (주장) | 1984년 1월 18일(30세)  | 78   | 아인트라흐트 프랑크푸르트 |
| 18   | FW     | 오사코 유야          | 1990년 5월 18일(24세)  | 9    | 1860 뮌헨                 |
| 19   | DF     | 이노하 마사히코      | 1985년 8월 28일(28세)  | 21   | 주빌로 이와타             |
| 20   | FW     | 사이토 마나부        | 1990년 4월 4일(24세)   | 5    | 요코하마 F. 마리노스      |
| 21   | DF     | 사카이 히로키        | 1990년 4월 12일(24세)  | 18   | 하노버 96                 |
| 22   | DF     | 요시다 마야          | 1988년 8월 24일(25세)  | 41   | 사우샘프턴                |
| 23   | GK     | 곤다 슈이치          | 1989년 3월 3일(25세)   | 2    | FC 도쿄                   |

## D조

### 우루과이
- 감독:  오스카르 타바레스
- 주장: 디에고 루가노

우루과이는 5월 31일에 최종 명단을 발표하였다.
| 번호 | 포지션 | 선수                  | 생년월일 (나이)        | 출전 | 소속                  |
| ---- | ------ | --------------------- | ---------------------- | ---- | --------------------- |
| 1    | GK     | 페르난도 무슬레라     | 1986년 6월 16일(27세)  | 58   | 갈라타사라이          |
| 2    | DF     | 디에고 루가노 (주장)  | 1980년 11월 2일(33세)  | 94   | 웨스트브로미치 앨비언 |
| 3    | DF     | 디에고 고딘           | 1986년 2월 16일(28세)  | 77   | 아틀레티코 마드리드   |
| 4    | DF     | 호르헤 푸실레         | 1984년 11월 19일(29세) | 42   | 포르투                |
| 5    | MF     | 왈테르 가르가노       | 1984년 7월 23일(29세)  | 63   | 파르마                |
| 6    | DF     | 알바로 페레이라       | 1985년 11월 28일(28세) | 57   | 상파울루              |
| 7    | MF     | 크리스티안 로드리게스 | 1985년 9월 30일(28세)  | 73   | 아틀레티코 마드리드   |
| 8    | FW     | 아벨 에르난데스       | 1990년 8월 8일(23세)   | 12   | 팔레르모              |
| 9    | FW     | 루이스 수아레스       | 1987년 1월 24일(27세)  | 77   | 리버풀                |
| 10   | FW     | 디에고 포를란         | 1979년 5월 19일(35세)  | 110  | 세레소 오사카         |
| 11   | FW     | 크리스티안 스투아니   | 1986년 10월 12일(27세) | 10   | 에스파뇰              |
| 12   | GK     | 로드리고 무뇨스       | 1982년 1월 22일(32세)  | 0    | 리베르타드            |
| 13   | DF     | 호세 마리아 히메네스  | 1995년 1월 20일(19세)  | 6    | 아틀레티코 마드리드   |
| 14   | MF     | 니콜라스 로데이로     | 1989년 3월 21일(25세)  | 26   | 코린치앙스            |
| 15   | MF     | 디에고 페레스         | 1980년 5월 18일(34세)  | 89   | 볼로냐                |
| 16   | DF     | 막시 페레이라         | 1984년 6월 8일(30세)   | 90   | 벤피카                |
| 17   | MF     | 에히디오 아레발로     | 1982년 1월 1일(32세)   | 55   | 모렐리아              |
| 18   | MF     | 가스톤 라미레스       | 1990년 12월 2일(23세)  | 29   | 사우샘프턴            |
| 19   | DF     | 세바스티안 코아테스   | 1990년 10월 7일(23세)  | 15   | 나시오날              |
| 20   | MF     | 알바로 곤살레스       | 1984년 10월 29일(29세) | 43   | 라치오                |
| 21   | FW     | 에딘손 카바니         | 1987년 2월 14일(27세)  | 62   | 파리 생제르맹         |
| 22   | DF     | 마르틴 카세레스       | 1987년 4월 7일(27세)   | 57   | 유벤투스              |
| 23   | GK     | 마르틴 실바           | 1983년 3월 25일(31세)  | 4    | 바스쿠 다 가마        |

### 코스타리카
- 감독:  호르헤 루이스 핀토
- 주장: 브라이언 루이스

코스타리카는 5월 31일에 최종 명단을 발표하였다. 한편 에이네르 모라가 부상으로 제외되었고, 대신에 다비드 마이리에로 대체되었다.
| 번호 | 포지션 | 선수                   | 생년월일 (나이)        | 출전 | 소속              |
| ---- | ------ | ---------------------- | ---------------------- | ---- | ----------------- |
| 1    | GK     | 케일로르 나바스        | 1986년 12월 15일(27세) | 53   | 레반테 UD         |
| 2    | DF     | 조니 아코스타          | 1983년 7월 21일(30세)  | 25   | 알라후엘렌세      |
| 3    | DF     | 히안카를로 곤살레스    | 1988년 2월 8일(26세)   | 35   | 콜럼버스 크루     |
| 4    | DF     | 미차엘 우마냐          | 1982년 7월 16일(31세)  | 83   | 사프리사          |
| 5    | MF     | 셀소 보르헤스          | 1988년 5월 27일(26세)  | 63   | AIK               |
| 6    | DF     | 오스카르 두아르테      | 1989년 6월 3일(25세)   | 11   | 클뤼프 브뤼허     |
| 7    | MF     | 크리스티안 볼라뇨스    | 1984년 5월 17일(30세)  | 55   | 코펜하겐          |
| 8    | DF     | 다비드 마이리에        | 1988년 6월 1일(26세)   | 11   | 에레디아노        |
| 9    | FW     | 조엘 캠벨              | 1992년 6월 26일(21세)  | 33   | 올림피아코스      |
| 10   | FW     | 브라이언 루이스 (주장) | 1985년 8월 18일(28세)  | 61   | PSV 에인트호번    |
| 11   | MF     | 미차엘 바란테스        | 1983년 10월 4일(30세)  | 50   | 올레순            |
| 12   | DF     | 웨일론 프란시스        | 1990년 9월 20일(23세)  | 1    | 콜럼버스 크루     |
| 13   | MF     | 에스테반 그라나도스    | 1985년 10월 25일(28세) | 11   | 에레디아노        |
| 14   | FW     | 란달 브레네스          | 1983년 8월 13일(30세)  | 39   | 카르타히네스      |
| 15   | DF     | 후니오르 디아스        | 1983년 9월 12일(30세)  | 62   | 마인츠 05         |
| 16   | DF     | 크리스티안 감보아      | 1989년 10월 24일(24세) | 25   | 로센보르그        |
| 17   | MF     | 옐친 테헤다            | 1992년 3월 17일(22세)  | 22   | 사프리사          |
| 18   | GK     | 파트리크 펨베르톤      | 1982년 4월 24일(32세)  | 21   | 알라후엘렌세      |
| 19   | DF     | 로이 밀러              | 1984년 11월 24일(29세) | 48   | 뉴욕 레드불스     |
| 20   | MF     | 디에고 칼보            | 1991년 3월 25일(23세)  | 10   | 볼레렌가          |
| 21   | FW     | 마르코 우레냐          | 1990년 3월 5일(24세)   | 24   | 쿠반 크라스노다르 |
| 22   | MF     | 호세 미겔 쿠베로       | 1987년 2월 14일(27세)  | 35   | 에레디아노        |
| 23   | GK     | 다니엘 캄브로네로      | 1986년 1월 8일(28세)   | 4    | 에레디아노        |

### 잉글랜드
- 감독:  로이 호지슨
- 주장: 스티븐 제라드

잉글랜드는 5월 12일에 최종 명단을 발표하였다. 또한, 5월 22일에 등번호를 발표하였다.
| 번호 | 포지션 | 선수                      | 생년월일 (나이)        | 출전 | 소속                  |
| ---- | ------ | ------------------------- | ---------------------- | ---- | --------------------- |
| 1    | GK     | 조 하트                   | 1987년 5월 19일(27세)  | 41   | 맨체스터 시티         |
| 2    | DF     | 글렌 존슨                 | 1984년 8월 23일(29세)  | 52   | 리버풀                |
| 3    | DF     | 레이턴 베인스             | 1984년 12월 11일(29세) | 24   | 에버턴                |
| 4    | MF     | 스티븐 제라드 (주장)      | 1980년 5월 30일(34세)  | 111  | 리버풀                |
| 5    | DF     | 게리 케이힐               | 1985년 12월 19일(28세) | 24   | 첼시                  |
| 6    | DF     | 필 자기엘카               | 1982년 8월 17일(31세)  | 26   | 에버턴                |
| 7    | MF     | 잭 윌셔                   | 1992년 1월 1일(22세)   | 18   | 아스널                |
| 8    | MF     | 프랭크 램퍼드             | 1978년 6월 20일(35세)  | 105  | 첼시                  |
| 9    | FW     | 대니얼 스터리지           | 1989년 9월 1일(24세)   | 12   | 리버풀                |
| 10   | FW     | 웨인 루니                 | 1985년 10월 24일(28세) | 92   | 맨체스터 유나이티드   |
| 11   | FW     | 대니 웰벡                 | 1990년 11월 26일(23세) | 24   | 맨체스터 유나이티드   |
| 12   | DF     | 크리스 스몰링             | 1989년 11월 22일(24세) | 12   | 맨체스터 유나이티드   |
| 13   | GK     | 벤 포스터                 | 1983년 5월 3일(31세)   | 7    | 웨스트브로미치 앨비언 |
| 14   | MF     | 조던 헨더슨               | 1990년 6월 17일(23세)  | 11   | 리버풀                |
| 15   | MF     | 앨릭스 옥슬레이드체임벌린 | 1993년 8월 15일(20세)  | 15   | 아스널                |
| 16   | DF     | 필 존스                   | 1992년 2월 21일(22세)  | 10   | 맨체스터 유나이티드   |
| 17   | MF     | 제임스 밀너               | 1986년 1월 4일(28세)   | 47   | 맨체스터 시티         |
| 18   | FW     | 리키 램버트               | 1982년 2월 16일(32세)  | 6    | 사우샘프턴            |
| 19   | MF     | 라힘 스털링               | 1994년 12월 8일(19세)  | 4    | 리버풀                |
| 20   | MF     | 애덤 럴라나               | 1988년 5월 10일(26세)  | 6    | 사우샘프턴            |
| 21   | MF     | 로스 바클리               | 1993년 12월 5일(20세)  | 6    | 에버턴                |
| 22   | GK     | 프레이저 포스터           | 1988년 3월 17일(26세)  | 2    | 셀틱                  |
| 23   | DF     | 루크 쇼                   | 1995년 7월 12일(18세)  | 2    | 사우샘프턴            |

### 이탈리아
- 감독:  체사레 프란델리
- 주장: 잔루이지 부폰

이탈리아는 6월 1일에 최종 명단을 발표하였다. 또한, 6월 2일에 등번호를 발표하였다.
| 번호 | 포지션 | 선수                  | 생년월일 (나이)        | 출전 | 소속          |
| ---- | ------ | --------------------- | ---------------------- | ---- | ------------- |
| 1    | GK     | 잔루이지 부폰 (주장)  | 1978년 1월 28일(36세)  | 140  | 유벤투스      |
| 2    | DF     | 마티아 데 실리오      | 1992년 10월 20일(21세) | 11   | 밀란          |
| 3    | DF     | 조르조 키엘리니       | 1984년 8월 14일(29세)  | 68   | 유벤투스      |
| 4    | DF     | 마테오 다르미안       | 1989년 12월 2일(24세)  | 1    | 토리노        |
| 5    | MF     | 티아구 모타           | 1982년 8월 28일(31세)  | 20   | 파리 생제르맹 |
| 6    | MF     | 안토니오 칸드레바     | 1987년 2월 28일(27세)  | 20   | 라치오        |
| 7    | DF     | 이냐치오 아바테       | 1986년 12월 12일(27세) | 20   | 밀란          |
| 8    | MF     | 클라우디오 마르키시오 | 1986년 1월 19일(28세)  | 44   | 유벤투스      |
| 9    | FW     | 마리오 발로텔리       | 1990년 8월 12일(23세)  | 30   | 밀란          |
| 10   | FW     | 안토니오 카사노       | 1982년 7월 12일(31세)  | 37   | 파르마        |
| 11   | FW     | 알레시오 체르치       | 1987년 7월 23일(26세)  | 12   | 토리노        |
| 12   | GK     | 살바토레 시리구       | 1987년 1월 12일(27세)  | 8    | 파리 생제르맹 |
| 13   | GK     | 마티아 페린           | 1992년 11월 10일(21세) | 0    | 제노아        |
| 14   | MF     | 알베르토 아퀼라니     | 1984년 7월 7일(29세)   | 35   | 피오렌티나    |
| 15   | DF     | 안드레아 바르잘리     | 1981년 5월 8일(33세)   | 47   | 유벤투스      |
| 16   | MF     | 다니엘레 데 로시      | 1983년 7월 24일(30세)  | 95   | 로마          |
| 17   | FW     | 치로 임모빌레         | 1990년 2월 20일(24세)  | 2    | 토리노        |
| 18   | MF     | 마르코 파롤로         | 1985년 1월 25일(29세)  | 4    | 파르마        |
| 19   | DF     | 레오나르도 보누치     | 1987년 5월 1일(27세)   | 37   | 유벤투스      |
| 20   | DF     | 가브리엘 팔레타       | 1986년 2월 15일(28세)  | 2    | 파르마        |
| 21   | MF     | 안드레아 피를로       | 1979년 5월 19일(35세)  | 109  | 유벤투스      |
| 22   | FW     | 로렌초 인시녜         | 1991년 6월 4일(23세)   | 5    | 나폴리        |
| 23   | MF     | 마르코 베라티         | 1992년 11월 5일(21세)  | 6    | 파리 생제르맹 |

## E조

### 스위스
- 감독:  오트마어 히츠펠트
- 주장: 괴칸 인러

스위스는 5월 13일에 최종 명단을 발표하였다.
| 번호 | 포지션 | 선수                  | 생년월일 (나이)        | 출전 | 소속             |
| ---- | ------ | --------------------- | ---------------------- | ---- | ---------------- |
| 1    | GK     | 디에고 베날리오       | 1983년 9월 8일(30세)   | 55   | 볼프스부르크     |
| 2    | DF     | 슈테판 리히트슈타이너 | 1984년 1월 16일(30세)  | 61   | 유벤투스         |
| 3    | DF     | 레토 치글러           | 1986년 1월 16일(28세)  | 34   | 사수올로         |
| 4    | DF     | 필리프 센데로스       | 1985년 2월 14일(29세)  | 52   | 발렌시아         |
| 5    | DF     | 스티브 폰 베르겐      | 1983년 6월 10일(31세)  | 40   | 영 보이즈        |
| 6    | DF     | 미하엘 랑             | 1991년 2월 8일(23세)   | 5    | 그라스호퍼       |
| 7    | MF     | 트란퀼로 바르네타     | 1985년 5월 22일(29세)  | 73   | SGE 프랑크푸르트 |
| 8    | MF     | 괴칸 인러 (주장)      | 1984년 6월 27일(30세)  | 71   | 나폴리           |
| 9    | FW     | 하리스 세페로비치     | 1992년 2월 22일(22세)  | 9    | 레알 소시에다드  |
| 10   | MF     | 그라니트 자카         | 1992년 10월 27일(21세) | 24   | 묀헨글라트바흐   |
| 11   | MF     | 발론 베흐라미         | 1985년 4월 19일(29세)  | 46   | 나폴리           |
| 12   | GK     | 얀 조머               | 1988년 12월 17일(25세) | 5    | 바젤             |
| 13   | MF     | 리카르도 로드리게스   | 1992년 8월 25일(21세)  | 19   | 볼프스부르크     |
| 14   | MF     | 발렌틴 슈토커         | 1989년 4월 12일(25세)  | 22   | 바젤             |
| 15   | MF     | 블레림 제마일리       | 1986년 4월 12일(28세)  | 32   | 나폴리           |
| 16   | MF     | 젤송 페르난드스       | 1986년 9월 2일(27세)   | 46   | 프라이부르크     |
| 17   | FW     | 마리오 가브라노비치   | 1989년 11월 24일(24세) | 10   | 취리히           |
| 18   | FW     | 아드미르 메흐메디     | 1991년 3월 16일(23세)  | 19   | 프라이부르크     |
| 19   | FW     | 요시프 드르미치       | 1992년 8월 8일(21세)   | 5    | 레버쿠젠         |
| 20   | DF     | 요한 주루             | 1987년 1월 18일(27세)  | 43   | 함부르크         |
| 21   | GK     | 로만 뷔어키           | 1990년 11월 14일(23세) | 0    | 그라스호퍼       |
| 22   | DF     | 파비안 셰어           | 1991년 12월 20일(22세) | 5    | 바젤             |
| 23   | MF     | 제르단 샤치리         | 1991년 10월 10일(22세) | 31   | 바이에른 뮌헨    |

### 에콰도르
- 감독:  레이날도 루에다
- 주장: 안토니오 발렌시아

에콰도르는 6월 3일에 최종 명단을 발표하였다 한편, 6월 4일에 등번호를 발표하였다. 또한 세군도 카스티요가 부상으로 빠지고, 오스왈도 민다로 대체되었다.
| 번호 | 포지션 | 선수                     | 생년월일 (나이)        | 출전 | 소속                |
| ---- | ------ | ------------------------ | ---------------------- | ---- | ------------------- |
| 1    | GK     | 막시모 방게라            | 1985년 12월 6일(28세)  | 25   | 바르셀로나          |
| 2    | DF     | 호르헤 과과              | 1981년 9월 28일(32세)  | 59   | 에멜레크            |
| 3    | DF     | 프리크손 에라소          | 1988년 5월 5일(26세)   | 37   | 플라멩구            |
| 4    | DF     | 후안 카를로스 파레데스   | 1987년 7월 8일(26세)   | 38   | 바르셀로나          |
| 5    | MF     | 레나토 이바라            | 1991년 1월 20일(23세)  | 18   | 피테서              |
| 6    | MF     | 크리스티안 노보아        | 1985년 4월 9일(29세)   | 42   | 디나모 모스크바     |
| 7    | FW     | 헤페르손 몬테로          | 1989년 9월 1일(24세)   | 40   | 모렐리아            |
| 8    | MF     | 에디손 멘데스            | 1979년 3월 16일(35세)  | 110  | 산타페              |
| 9    | FW     | 호아오 로하스            | 1989년 6월 14일(25세)  | 30   | 크루스 아술         |
| 10   | DF     | 왈테르 아요비            | 1979년 8월 11일(34세)  | 90   | 파추카              |
| 11   | FW     | 펠리페 카이세도          | 1988년 9월 5일(25세)   | 50   | 알자지라            |
| 12   | GK     | 아드리안 보네            | 1988년 9월 8일(25세)   | 3    | 엘 나시오날         |
| 13   | FW     | 에네르 발렌시아          | 1989년 4월 11일(25세)  | 10   | 파추카              |
| 14   | MF     | 오스왈도 민다            | 1983년 7월 26일(30세)  | 18   | 치바스 USA          |
| 15   | FW     | 미차엘 아로요            | 1987년 4월 23일(27세)  | 21   | 아틀란테            |
| 16   | MF     | 안토니오 발렌시아 (주장) | 1985년 8월 4일(28세)   | 71   | 맨체스터 유나이티드 |
| 17   | FW     | 하이메 아요비            | 1988년 2월 21일(26세)  | 30   | 티후아나            |
| 18   | DF     | 오스카르 바귀            | 1982년 12월 10일(31세) | 21   | 에멜레크            |
| 19   | MF     | 루이스 사리타마          | 1983년 10월 20일(30세) | 48   | 바르셀로나          |
| 20   | MF     | 피델 마르티네스          | 1990년 2월 15일(24세)  | 8    | 티후아나            |
| 21   | DF     | 가브리엘 아칠리에르      | 1985년 3월 24일(29세)  | 23   | 에멜레크            |
| 22   | GK     | 알렉산데르 도밍게스      | 1987년 6월 5일(27세)   | 18   | LDU 키토            |
| 23   | MF     | 카를로스 그루에소        | 1995년 4월 19일(19세)  | 3    | VfB 슈투트가르트    |

### 온두라스
- 감독:  루이스 페르난도 수아레스
- 주장: 노엘 바야다레스

온두라스는 5월 5일에 최종 명단을 발표하였다. 한편, 아르놀드 페랄타가 부상으로 제외되고, 에데르 델가도로 대체되었다.
| 번호 | 포지션 | 선수                     | 생년월일 (나이)        | 출전 | 소속                |
| ---- | ------ | ------------------------ | ---------------------- | ---- | ------------------- |
| 1    | GK     | 루이스 로페스 페르난데스 | 1993년 9월 13일(20세)  | 0    | 레알 에스파냐       |
| 2    | DF     | 오스만 차베스            | 1984년 7월 29일(29세)  | 52   | 칭다오 중넝         |
| 3    | DF     | 마이노르 피게로아        | 1983년 5월 2일(31세)   | 102  | 헐 시티             |
| 4    | DF     | 후안 카를로스 가르시아   | 1988년 3월 8일(26세)   | 31   | 위건 애슬레틱       |
| 5    | DF     | 빅토르 베르나르데스      | 1982년 5월 24일(32세)  | 9    | 산호세 어스퀘이크스 |
| 6    | DF     | 후안 파블로 몬테스       | 1985년 10월 26일(28세) | 9    | 모타과              |
| 7    | DF     | 에밀리오 이사기레        | 1986년 5월 10일(28세)  | 66   | 셀틱                |
| 8    | MF     | 윌슨 팔라시오스          | 1984년 7월 29일(29세)  | 92   | 스토크 시티         |
| 9    | FW     | 헤리 팔라시오스          | 1981년 11월 1일(32세)  | 21   | 알라후엘렌세        |
| 10   | MF     | 마리오 마르티네스        | 1989년 7월 30일(24세)  | 34   | 레알 에스파냐       |
| 11   | FW     | 제리 벵트손              | 1987년 4월 8일(27세)   | 41   | 뉴잉글랜드 레벌루션 |
| 12   | MF     | 에데르 델가도            | 1986년 11월 20일(27세) | 25   | 레알 에스파냐       |
| 13   | FW     | 카를로 코스틀리          | 1982년 7월 18일(31세)  | 68   | 레알 에스파냐       |
| 14   | MF     | 오스카르 가르시아        | 1984년 9월 4일(29세)   | 92   | 휴스턴 다이너모     |
| 15   | MF     | 로저 에스피노사          | 1986년 10월 25일(27세) | 39   | 위건 애슬레틱       |
| 16   | FW     | 로니 마르티네스          | 1987년 10월 16일(26세) | 10   | 레알 소시에다드     |
| 17   | FW     | 앤디 나하르              | 1993년 3월 16일(21세)  | 15   | 안데를레흐트        |
| 18   | GK     | 노엘 바야다레스 (주장)   | 1977년 5월 3일(37세)   | 120  | 올림피아            |
| 19   | MF     | 루이스 가리도            | 1990년 11월 5일(23세)  | 18   | 올림피아            |
| 20   | MF     | 호르헤 클라로스          | 1986년 1월 8일(28세)   | 46   | 모타과              |
| 21   | DF     | 브라얀 베켈레스          | 1985년 11월 28일(28세) | 20   | 올림피아            |
| 22   | GK     | 도니스 에스코베르        | 1980년 2월 3일(34세)   | 25   | 올림피아            |
| 23   | MF     | 마르빈 차베스            | 1983년 11월 3일(30세)  | 39   | 콜로라도 래피즈     |

### 프랑스
- 감독:  디디에 데샹
- 주장: 위고 요리스

프랑스는 5월 13일에 최종 명단을 발표하였다. 한편, 5월 27일에 등번호를 발표하였다. 스테브 망당다와 프랑크 리베리와 클레망 그르니에가 부상으로 제외되었고, 대신에 스테판 뤼피에, 레미 카벨라, 모르간 슈네데를랭로 대체되었다.
| 번호 | 포지션 | 선수               | 생년월일 (나이)        | 출전 | 소속                |
| ---- | ------ | ------------------ | ---------------------- | ---- | ------------------- |
| 1    | GK     | 위고 요리스 (주장) | 1986년 12월 26일(27세) | 57   | 토트넘 홋스퍼       |
| 2    | DF     | 마티외 드뷔시      | 1985년 7월 28일(28세)  | 21   | 뉴캐슬 유나이티드   |
| 3    | DF     | 파트리스 에브라    | 1981년 5월 15일(33세)  | 58   | 맨체스터 유나이티드 |
| 4    | DF     | 라파엘 바란        | 1993년 4월 25일(21세)  | 6    | 레알 마드리드       |
| 5    | DF     | 마마두 사코        | 1990년 2월 13일(24세)  | 19   | 리버풀              |
| 6    | MF     | 요안 카바예        | 1986년 1월 14일(28세)  | 30   | 파리 생제르맹       |
| 7    | MF     | 레미 카벨라        | 1990년 3월 8일(24세)   | 1    | 몽펠리에            |
| 8    | MF     | 마티외 발뷔에나    | 1984년 9월 28일(29세)  | 34   | 마르세유            |
| 9    | FW     | 올리비에 지루      | 1986년 9월 30일(27세)  | 30   | 아스널              |
| 10   | FW     | 카림 벤제마        | 1987년 12월 19일(26세) | 66   | 레알 마드리드       |
| 11   | MF     | 앙투안 그리즈만    | 1991년 3월 21일(23세)  | 4    | 레알 소시에다드     |
| 12   | MF     | 리오 마뷔바        | 1984년 3월 8일(30세)   | 12   | 릴                  |
| 13   | DF     | 엘리아킴 망갈라    | 1991년 2월 13일(23세)  | 3    | 포르투              |
| 14   | MF     | 블레즈 마튀이디    | 1987년 4월 9일(27세)   | 23   | 파리 생제르맹       |
| 15   | DF     | 바카리 사냐        | 1983년 2월 14일(31세)  | 41   | 아스널              |
| 16   | GK     | 스테판 뤼피에      | 1986년 9월 27일(27세)  | 2    | 생테티엔            |
| 17   | DF     | 뤼카 디뉴          | 1993년 7월 20일(20세)  | 2    | 파리 생제르맹       |
| 18   | MF     | 무사 시소코        | 1989년 8월 16일(24세)  | 17   | 뉴캐슬 유나이티드   |
| 19   | MF     | 폴 포그바          | 1993년 3월 15일(21세)  | 11   | 유벤투스            |
| 20   | FW     | 로이크 레미        | 1987년 1월 2일(27세)   | 25   | 뉴캐슬 유나이티드   |
| 21   | DF     | 로랑 코시엘니      | 1985년 9월 10일(28세)  | 17   | 아스널              |
| 22   | MF     | 모르간 슈네데를랭  | 1989년 11월 8일(24세)  | 1    | 사우샘프턴          |
| 23   | GK     | 미카엘 랑드로      | 1979년 5월 14일(35세)  | 11   | 바스티아            |

## F조

### 아르헨티나
- 감독:  알레한드로 사벨라
- 주장: 리오넬 메시

아르헨티나는 6월 2일에 최종 명단을 발표하였다.
| 번호 | 포지션 | 선수                  | 생년월일 (나이)        | 출전 | 소속               |
| ---- | ------ | --------------------- | ---------------------- | ---- | ------------------ |
| 1    | GK     | 세르히오 로메로       | 1987년 2월 22일(27세)  | 47   | 모나코             |
| 2    | DF     | 에세키엘 가라이       | 1986년 10월 10일(27세) | 18   | 벤피카             |
| 3    | DF     | 우고 캄파냐로         | 1980년 6월 27일(33세)  | 15   | 인테르나치오날레   |
| 4    | DF     | 파블로 사발레타       | 1985년 1월 16일(29세)  | 36   | 맨체스터 시티      |
| 5    | MF     | 페르난도 가고         | 1986년 4월 10일(28세)  | 49   | 보카 주니어스      |
| 6    | MF     | 루카스 비글리아       | 1986년 1월 30일(28세)  | 18   | 라치오             |
| 7    | MF     | 앙헬 디 마리아        | 1988년 2월 14일(26세)  | 47   | 레알 마드리드      |
| 8    | MF     | 엔소 페레스           | 1986년 2월 22일(28세)  | 7    | 벤피카             |
| 9    | FW     | 곤살로 이과인         | 1987년 12월 10일(26세) | 36   | 나폴리             |
| 10   | FW     | 리오넬 메시 (주장)    | 1987년 6월 24일(26세)  | 86   | 바르셀로나         |
| 11   | MF     | 막시 로드리게스       | 1981년 1월 2일(33세)   | 55   | 뉴얼스 올드 보이스 |
| 12   | GK     | 아구스틴 오리온       | 1981년 7월 26일(32세)  | 3    | 보카 주니어스      |
| 13   | MF     | 아우구스토 페르난데스 | 1986년 4월 10일(28세)  | 9    | 셀타 비고          |
| 14   | MF     | 하비에르 마스체라노   | 1984년 6월 8일(30세)   | 98   | 바르셀로나         |
| 15   | DF     | 마르틴 데미첼리스     | 1980년 12월 20일(33세) | 38   | 맨체스터 시티      |
| 16   | DF     | 마르코스 로호         | 1990년 3월 20일(24세)  | 22   | 스포르팅 CP        |
| 17   | DF     | 페데리코 페르난데스   | 1989년 2월 21일(25세)  | 26   | 나폴리             |
| 18   | FW     | 로드리고 팔라시오     | 1982년 2월 5일(32세)   | 22   | 인테르나치오날레   |
| 19   | MF     | 리카르도 알바레스     | 1988년 4월 12일(26세)  | 7    | 인테르나치오날레   |
| 20   | FW     | 세르히오 아구에로     | 1988년 6월 2일(26세)   | 51   | 맨체스터 시티      |
| 21   | GK     | 마리아노 안두하르     | 1983년 7월 30일(30세)  | 10   | 카타니아           |
| 22   | FW     | 에세키엘 라베시       | 1985년 5월 3일(29세)   | 31   | 파리 생제르맹      |
| 23   | DF     | 호세 마리아 바산타    | 1984년 4월 3일(30세)   | 10   | 몬테레이           |

### 보스니아 헤르체고비나
- 감독:  사페트 수시치
- 주장: 에미르 스파히치

보스니아 헤르체고비나는 6월 2일에 최종 명단을 발표하였다.
| 번호 | 포지션 | 선수                   | 생년월일 (나이)        | 출전 | 소속                        |
| ---- | ------ | ---------------------- | ---------------------- | ---- | --------------------------- |
| 1    | GK     | 아스미르 베고비치      | 1987년 6월 20일(26세)  | 30   | 스토크 시티                 |
| 2    | DF     | 아브디야 브르샤예비치  | 1986년 3월 6일(28세)   | 13   | 하이두크 스플리트           |
| 3    | DF     | 에르민 비착치치        | 1990년 1월 24일(35세)  | 7    | 아인트라흐트 브라운슈바이크 |
| 4    | DF     | 에미르 스파히치 (주장) | 1980년 8월 18일(33세)  | 74   | 바이어 레버쿠젠             |
| 5    | DF     | 세야드 콜라시나치      | 1993년 6월 20일(20세)  | 4    | 샬케 04                     |
| 6    | DF     | 오그넨 브라네시        | 1989년 10월 24일(24세) | 13   | 엘라지스포르                |
| 7    | DF     | 무하메드 베시치        | 1992년 9월 10일(21세)  | 9    | 페렌츠바로시                |
| 8    | MF     | 미랄렘 퍄니치          | 1990년 4월 2일(24세)   | 48   | 로마                        |
| 9    | FW     | 베다드 이비셰비치      | 1984년 8월 6일(29세)   | 55   | 슈투트가르트                |
| 10   | MF     | 즈베즈단 미시모비치    | 1982년 6월 5일(32세)   | 81   | 베이징 런허                 |
| 11   | FW     | 에딘 제코              | 1986년 3월 17일(28세)  | 62   | 맨체스터 시티               |
| 12   | GK     | 자스민 페지치          | 1986년 5월 15일(28세)  | 0    | 알렌                        |
| 13   | DF     | 멘수르 무이자          | 1984년 3월 28일(30세)  | 24   | 프라이부르크                |
| 14   | MF     | 티노-스벤 수시치       | 1992년 2월 13일(22세)  | 2    | 하이두크 스플리트           |
| 15   | DF     | 토니 슈니치            | 1988년 12월 15일(25세) | 7    | 조랴 루한스크               |
| 16   | MF     | 세나드 루리치          | 1986년 1월 18일(28세)  | 33   | 라치오                      |
| 17   | MF     | 세니야드 이브리치치    | 1985년 9월 26일(28세)  | 42   | 카이세리 에르지예스포르     |
| 18   | MF     | 하리스 메두냐닌        | 1985년 3월 8일(29세)   | 35   | 가지안테프스포르            |
| 19   | FW     | 에딘 비슈차            | 1990년 2월 17일(24세)  | 10   | 이스탄불 BB                 |
| 20   | MF     | 이제트 하이로비치      | 1991년 8월 4일(22세)   | 7    | 갈라타사라이                |
| 21   | MF     | 아넬 하지치            | 1989년 8월 16일(24세)  | 2    | 슈투름 그라츠               |
| 22   | GK     | 아스미르 아브두키치    | 1981년 5월 13일(33세)  | 3    | 보라츠 바냐루카             |
| 23   | MF     | 세야드 살리호비치      | 1984년 10월 8일(29세)  | 42   | 1899 호펜하임               |

### 이란
- 감독:  카를루스 케이로스
- 주장: 자바드 네쿠남

이란은 6월 1일에 최종 명단을 발표하였다.
| 번호 | 포지션 | 선수                  | 생년월일 (나이)        | 출전 | 소속                        |
| ---- | ------ | --------------------- | ---------------------- | ---- | --------------------------- |
| 1    | GK     | 라만 아메디           | 1980년 7월 30일(33세)  | 10   | 세파한                      |
| 2    | MF     | 호스로 헤이다리       | 1983년 9월 14일(30세)  | 49   | 에스테글랄                  |
| 3    | MF     | 에흐산 하지사피       | 1990년 2월 25일(24세)  | 62   | 세파한                      |
| 4    | DF     | 잘랄 호세이니         | 1982년 2월 3일(32세)   | 85   | 페르세폴리스                |
| 5    | DF     | 아미르 호세인 사데기  | 1981년 9월 6일(32세)   | 17   | 에스테글랄                  |
| 6    | MF     | 자바드 네쿠남 (주장)  | 1980년 10월 7일(33세)  | 140  | 알쿠웨이트                  |
| 7    | MF     | 마수드 쇼자에이       | 1984년 6월 9일(30세)   | 50   | 라스팔마스                  |
| 8    | MF     | 레자 하기기           | 1989년 2월 1일(25세)   | 8    | 페르세폴리스                |
| 9    | FW     | 알리레자 자한바흐슈   | 1993년 10월 8일(20세)  | 7    | NEC                         |
| 10   | FW     | 카림 안사리파르드     | 1990년 4월 3일(24세)   | 42   | 트락토르 사지               |
| 11   | MF     | 가셈 하다디파르       | 1983년 7월 12일(30세)  | 17   | 조브 아한                   |
| 12   | GK     | 알리레자 하기기       | 1988년 5월 2일(26세)   | 6    | 코빌량                      |
| 13   | DF     | 호세인 마히니         | 1986년 9월 16일(27세)  | 22   | 페르세폴리스                |
| 14   | MF     | 안드라니크 테이무리안 | 1983년 3월 6일(31세)   | 79   | 에스테글랄                  |
| 15   | DF     | 페즈만 몬타제리       | 1983년 9월 6일(30세)   | 22   | 움살랄                      |
| 16   | FW     | 레자 구차네자드       | 1987년 9월 20일(26세)  | 14   | 찰턴 애슬레틱               |
| 17   | DF     | 아흐마드 알레메흐     | 1982년 10월 10일(31세) | 9    | 나프트 테헤란               |
| 18   | MF     | 바크티아르 라흐마니   | 1991년 10월 23일(22세) | 4    | 풀라드                      |
| 19   | DF     | 하솀 베이크자데       | 1984년 1월 22일(30세)  | 17   | 에스테글랄                  |
| 20   | DF     | 스티븐 베이타슈르     | 1987년 2월 1일(27세)   | 6    | 밴쿠버 화이트캡스           |
| 21   | MF     | 아슈칸 데자가         | 1986년 7월 5일(27세)   | 14   | 풀럼                        |
| 22   | GK     | 다니엘 다바리         | 1988년 1월 6일(26세)   | 4    | 아인트라흐트 브라운슈바이크 |
| 23   | DF     | 메흐르다드 풀라디     | 1987년 2월 26일(27세)  | 20   | 페르세폴리스                |

### 나이지리아
- 감독:  스티븐 케시
- 주장: 빈센트 에니에아마

나이지리아는 6월 2일에 최종 명단을 발표하였다. 6월 7일에 우와 에치에질레가 부상으로 빠지고, 에지크 우조에니로 대체되었다.
| 번호 | 포지션 | 선수                    | 생년월일 (나이)        | 출전 | 소속                |
| ---- | ------ | ----------------------- | ---------------------- | ---- | ------------------- |
| 1    | GK     | 빈센트 에니에아마       | 1982년 8월 29일(31세)  | 89   | 릴                  |
| 2    | DF     | 조지프 요보 (주장)      | 1980년 9월 6일(33세)   | 95   | 노리치 시티         |
| 3    | MF     | 에지케 우조에니         | 1988년 3월 23일(26세)  | 21   | 에누구 레인저스     |
| 4    | MF     | 루빈 가브리엘           | 1990년 9월 25일(23세)  | 11   | 와슬란트베베른      |
| 5    | DF     | 에페 암브로스           | 1988년 10월 8일(25세)  | 35   | 셀틱                |
| 6    | DF     | 아주부이케 에그부에크베 | 1989년 7월 16일(24세)  | 32   | 와리 울브스         |
| 7    | FW     | 아흐메드 무사           | 1992년 10월 14일(21세) | 34   | CSKA 모스크바       |
| 8    | FW     | 피터 오뎀윙기에         | 1981년 7월 15일(32세)  | 59   | 스토크 시티         |
| 9    | FW     | 이매뉴얼 에메니케       | 1987년 5월 10일(27세)  | 21   | 페네르바흐체        |
| 10   | MF     | 존 오비 미켈            | 1987년 4월 22일(27세)  | 58   | 첼시                |
| 11   | FW     | 빅터 모지스             | 1990년 12월 12일(23세) | 19   | 리버풀              |
| 12   | DF     | 쿤레 오둔라미           | 1990년 3월 5일(24세)   | 9    | 선샤인 스타스       |
| 13   | DF     | 주본 오사니와           | 1990년 9월 14일(23세)  | 10   | 아슈도드            |
| 14   | DF     | 고드프리 오보아보나     | 1990년 8월 16일(23세)  | 34   | 차이쿠르 리제스포르 |
| 15   | MF     | 레이먼 아지즈           | 1992년 12월 12일(21세) | 1    | 알메리아            |
| 16   | GK     | 오스틴 에지데           | 1984년 4월 8일(30세)   | 32   | 하포엘 베르셰바     |
| 17   | MF     | 오게니 오나지           | 1992년 12월 25일(21세) | 19   | 나폴리              |
| 18   | FW     | 마이클 바바툰데         | 1992년 12월 24일(21세) | 3    | 볼린 루츠크         |
| 19   | FW     | 우체 은워포             | 1991년 10월 17일(22세) | 5    | 헤이렌베인          |
| 20   | FW     | 마이클 우체보           | 1990년 2월 2일(24세)   | 2    | 세르클러 브뤼허     |
| 21   | GK     | 치고지에 아그빔         | 1984년 11월 28일(29세) | 11   | 곰베 유나이티드     |
| 22   | DF     | 케네스 오메루오         | 1993년 10월 17일(20세) | 16   | 미들즈브러          |
| 23   | FW     | 숄라 아메오비           | 1981년 10월 12일(32세) | 6    | 뉴캐슬 유나이티드   |

## G조

### 독일
- 감독:  요아힘 뢰프
- 주장: 필리프 람

독일은 6월 2일에 최종 명단을 발표하였다. 6월 7일, 마르코 로이스가 부상으로 명단에서 빠지고, 슈코드란 무스타피로 대체되었다.
| 번호 | 포지션 | 선수                    | 생년월일 (나이)        | 출전 | 소속                    |
| ---- | ------ | ----------------------- | ---------------------- | ---- | ----------------------- |
| 1    | GK     | 마누엘 노이어           | 1986년 3월 27일(28세)  | 45   | 바이에른 뮌헨           |
| 2    | DF     | 케빈 그로스크로이츠     | 1988년 7월 19일(25세)  | 4    | 보루시아 도르트문트     |
| 3    | MF     | 마티아스 긴터           | 1994년 1월 19일(20세)  | 2    | SC 프라이부르크         |
| 4    | DF     | 베네딕트 회베데스       | 1988년 2월 29일(26세)  | 19   | 샬케 04                 |
| 5    | DF     | 마츠 후멜스             | 1988년 12월 16일(25세) | 28   | 보루시아 도르트문트     |
| 6    | MF     | 사미 케디라             | 1987년 4월 4일(27세)   | 44   | 레알 마드리드           |
| 7    | MF     | 바스티안 슈바인슈타이거 | 1984년 8월 1일(29세)   | 101  | 바이에른 뮌헨           |
| 8    | MF     | 메수트 외질             | 1988년 10월 15일(25세) | 53   | 아스널                  |
| 9    | FW     | 안드레 쉬를레           | 1990년 11월 6일(23세)  | 31   | 첼시                    |
| 10   | MF     | 루카스 포돌스키         | 1985년 6월 4일(29세)   | 112  | 아스널                  |
| 11   | FW     | 미로슬라프 클로제       | 1978년 6월 9일(36세)   | 131  | 라치오                  |
| 12   | GK     | 론로베르트 칠러         | 1989년 2월 12일(25세)  | 2    | 하노버 96               |
| 13   | MF     | 토마스 뮐러             | 1989년 9월 13일(24세)  | 47   | 바이에른 뮌헨           |
| 14   | MF     | 율리안 드락슬러         | 1993년 9월 20일(20세)  | 11   | 샬케 04                 |
| 15   | DF     | 에리크 두름             | 1992년 5월 12일(22세)  | 0    | 보루시아 도르트문트     |
| 16   | DF     | 필리프 람 (주장)        | 1983년 11월 11일(30세) | 105  | 바이에른 뮌헨           |
| 17   | DF     | 페어 메르테자커         | 1984년 9월 29일(29세)  | 96   | 아스널                  |
| 18   | MF     | 토니 크로스             | 1990년 1월 4일(24세)   | 42   | 바이에른 뮌헨           |
| 19   | MF     | 마리오 괴체             | 1992년 6월 3일(22세)   | 27   | 바이에른 뮌헨           |
| 20   | DF     | 제롬 보아텡             | 1988년 9월 3일(25세)   | 37   | 바이에른 뮌헨           |
| 21   | DF     | 슈코드란 무스타피       | 1992년 4월 17일(22세)  | 1    | 삼프도리아              |
| 22   | GK     | 로만 바이덴펠러         | 1980년 8월 6일(33세)   | 1    | 보루시아 도르트문트     |
| 23   | MF     | 크리스토프 크라머       | 1991년 2월 19일(23세)  | 1    | 보루시아 묀헨글라트바흐 |

### 포르투갈
- 감독:  파울루 벤투
- 주장: 크리스티아누 호날두

포르투갈은 5월 19일에 최종 명단을 발표하였다. 또한, 5월 24일에 등번호를 발표하였다.
| 번호 | 포지션 | 선수                      | 생년월일 (나이)        | 출전 | 소속                    |
| ---- | ------ | ------------------------- | ---------------------- | ---- | ----------------------- |
| 1    | GK     | 에두아르두                | 1982년 9월 19일(31세)  | 34   | 브라가                  |
| 2    | DF     | 브루누 알베스             | 1981년 11월 27일(32세) | 72   | 페네르바흐체            |
| 3    | DF     | 페페                      | 1983년 2월 26일(31세)  | 58   | 레알 마드리드           |
| 4    | MF     | 미겔 벨로주               | 1986년 5월 11일(28세)  | 49   | 디나모 키예프           |
| 5    | DF     | 파비우 코엔트랑           | 1988년 3월 11일(26세)  | 45   | 레알 마드리드           |
| 6    | MF     | 윌리앙 카르발류           | 1992년 4월 7일(22세)   | 4    | 스포르팅 CP             |
| 7    | FW     | 크리스티아누 호날두(주장) | 1985년 2월 5일(29세)   | 111  | 레알 마드리드           |
| 8    | MF     | 조앙 모티뉴               | 1986년 9월 8일(27세)   | 68   | 모나코                  |
| 9    | FW     | 우구 알메이다             | 1984년 5월 23일(30세)  | 55   | 베식타시                |
| 10   | MF     | 비에이리냐                | 1986년 1월 24일(28세)  | 9    | VfL 볼프스부르크        |
| 11   | FW     | 에데르                    | 1987년 12월 22일(26세) | 8    | 브라가                  |
| 12   | GK     | 후이 파트리시우           | 1988년 2월 15일(26세)  | 30   | 스포르팅 CP             |
| 13   | DF     | 히카르두 코스타           | 1981년 5월 16일(33세)  | 19   | 발렌시아                |
| 14   | DF     | 루이스 네투               | 1988년 5월 26일(26세)  | 9    | 제니트 상트페테르부르크 |
| 15   | MF     | 하파 실바                 | 1993년 5월 17일(21세)  | 3    | 브라가                  |
| 16   | MF     | 하울 메이렐르스           | 1983년 3월 17일(31세)  | 74   | 페네르바흐체            |
| 17   | MF     | 나니                      | 1986년 11월 17일(27세) | 75   | 맨체스터 유나이티드     |
| 18   | MF     | 실베스트르 바렐라         | 1985년 2월 2일(29세)   | 24   | 포르투                  |
| 19   | DF     | 안드레 알메이다           | 1990년 10월 9일(23세)  | 7    | 벤피카                  |
| 20   | MF     | 후벵 아모링               | 1985년 1월 27일(29세)  | 13   | 벤피카                  |
| 21   | DF     | 주앙 페헤이라             | 1984년 2월 25일(30세)  | 36   | 발렌시아                |
| 22   | GK     | 베투                      | 1982년 5월 1일(32세)   | 7    | 세비야                  |
| 23   | FW     | 엘데르 포스티가           | 1982년 8월 2일(31세)   | 69   | 라치오                  |

### 가나
- 감독:  제임스 콰시 아피아
- 주장: 아사모아 잔

가나는 6월 1일에 최종 명단을 발표하였다.
| 번호 | 포지션 | 선수                 | 생년월일 (나이)        | 출전 | 소속              |
| ---- | ------ | -------------------- | ---------------------- | ---- | ----------------- |
| 1    | GK     | 스티븐 애덤스        | 1989년 9월 28일(24세)  | 6    | 아두아나 스타스   |
| 2    | DF     | 새뮤얼 잉쿰          | 1989년 6월 1일(25세)   | 45   | 플라타니아스      |
| 3    | FW     | 아사모아 잔 (주장)   | 1985년 11월 22일(28세) | 78   | 알아인            |
| 4    | DF     | 대니얼 오파레이      | 1990년 10월 18일(23세) | 16   | 스탕다르 리에주   |
| 5    | MF     | 마이클 에시엔        | 1982년 12월 3일(31세)  | 56   | 밀란              |
| 6    | MF     | 아프리이 아콰        | 1992년 1월 5일(22세)   | 3    | 파르마            |
| 7    | MF     | 크리스티안 아츠      | 1992년 1월 10일(22세)  | 21   | 피테서            |
| 8    | MF     | 에마뉘엘 아게망 바두 | 1990년 12월 2일(23세)  | 48   | 우디네세          |
| 9    | FW     | 케빈프린스 보아텡    | 1987년 3월 6일(27세)   | 12   | 샬케 04           |
| 10   | MF     | 앙드레 아유          | 1989년 12월 17일(24세) | 47   | 마르세유          |
| 11   | MF     | 설리 알리 문타리     | 1984년 8월 27일(29세)  | 81   | 밀란              |
| 12   | GK     | 아담 크와라세이      | 1987년 12월 12일(26세) | 20   | 스트룀스고세      |
| 13   | FW     | 조르당 아유          | 1991년 9월 11일(22세)  | 12   | 소쇼              |
| 14   | MF     | 알버트 아도마        | 1987년 12월 13일(26세) | 13   | 미들즈브러        |
| 15   | DF     | 라시드 수말리아      | 1992년 12월 18일(21세) | 5    | 마멜로디 선다운즈 |
| 16   | GK     | 파타우 다우다        | 1985년 4월 6일(29세)   | 17   | 올랜도 파이리츠   |
| 17   | MF     | 모하메드 라비우      | 1989년 12월 31일(24세) | 15   | 쿠반 크라스노다르 |
| 18   | FW     | 마지드 와리스        | 1991년 9월 19일(22세)  | 9    | 발랑시엔          |
| 19   | DF     | 조너선 멘사          | 1990년 7월 5일(23세)   | 25   | 에비앙            |
| 20   | MF     | 콰드워 아사모아      | 1988년 12월 9일(25세)  | 60   | 유벤투스          |
| 21   | DF     | 존 보예              | 1987년 4월 23일(27세)  | 29   | 렌                |
| 22   | MF     | 와카소 무바라크      | 1990년 7월 25일(23세)  | 16   | 루빈 카잔         |
| 23   | DF     | 해리슨 애풀          | 1986년 6월 24일(27세)  | 39   | 에스페랑스        |

### 미국
- 감독:  위르겐 클린스만
- 주장: 클린트 뎀프시

미국은 5월 22일에 최종 명단을 발표하였다.
| 번호 | 포지션 | 선수                 | 생년월일 (나이)        | 출전 | 소속                |
| ---- | ------ | -------------------- | ---------------------- | ---- | ------------------- |
| 1    | GK     | 팀 하워드            | 1979년 3월 6일(35세)   | 100  | 에버턴              |
| 2    | DF     | 디안드레 예들린      | 1993년 7월 9일(20세)   | 4    | 시애틀 사운더스 FC  |
| 3    | DF     | 오마르 곤살레스      | 1988년 10월 11일(25세) | 20   | 로스앤젤레스 갤럭시 |
| 4    | MF     | 마이클 브래들리      | 1987년 7월 31일(26세)  | 86   | 토론토 FC           |
| 5    | DF     | 맷 비슬러            | 1987년 2월 11일(27세)  | 17   | 스포팅 캔자스시티   |
| 6    | DF     | 존 브룩스            | 1993년 1월 28일(21세)  | 4    | 헤르타 BSC          |
| 7    | DF     | 다마커스 비즐리      | 1982년 5월 24일(32세)  | 116  | 푸에블라            |
| 8    | FW     | 클린트 뎀프시 (주장) | 1983년 3월 9일(31세)   | 105  | 시애틀 사운더스 FC  |
| 9    | FW     | 아론 요한슨          | 1990년 11월 10일(23세) | 8    | AZ                  |
| 10   | MF     | 미켈 디스케루트      | 1990년 10월 2일(23세)  | 20   | 로센보르그          |
| 11   | MF     | 알레한드로 베도야    | 1987년 4월 29일(27세)  | 28   | 낭트                |
| 12   | GK     | 브래드 구잔          | 1984년 9월 9일(29세)   | 25   | 애스턴 빌라         |
| 13   | MF     | 저메인 존스          | 1981년 11월 3일(32세)  | 42   | 베식타시            |
| 14   | MF     | 브래드 데이비스      | 1981년 11월 8일(32세)  | 16   | 휴스턴 다이나모     |
| 15   | MF     | 카일 베커맨          | 1982년 4월 23일(32세)  | 37   | 레알 솔트레이크     |
| 16   | MF     | 줄리언 그린          | 1995년 6월 6일(19세)   | 2    | 바이에른 뮌헨       |
| 17   | FW     | 조지 앨티도어        | 1989년 11월 6일(24세)  | 70   | 선덜랜드            |
| 18   | FW     | 크리스 원돌로우스키  | 1983년 1월 28일(31세)  | 21   | 산호세 어스퀘이크스 |
| 19   | MF     | 그레이엄 주시        | 1986년 8월 18일(27세)  | 23   | 스포팅 캔자스시티   |
| 20   | DF     | 제프 캐머런          | 1985년 7월 11일(28세)  | 27   | 스토크 시티         |
| 21   | DF     | 티모시 챈들러        | 1990년 3월 29일(24세)  | 13   | 1. FC 뉘른베르크    |
| 22   | GK     | 닉 리만도            | 1979년 6월 17일(34세)  | 14   | 레알 솔트레이크     |
| 23   | DF     | 파비안 존슨          | 1987년 12월 11일(26세) | 22   | 1899 호펜하임       |

## H조

### 벨기에
- 감독:  마르크 빌모츠
- 주장: 뱅상 콩파니

벨기에의 감독 마르크 빌모츠는 2014년 5월 13일, 24명의 예비 명단을 발표하였다. 5월 26일 등번호를 발표하였다. 쿤 카스테일스가 부상으로 명단에 제외되었고, 사미 보쉬로 대체되었다.
| 번호 | 포지션 | 선수                | 생년월일 (나이)        | 출전 | 소속                    |
| ---- | ------ | ------------------- | ---------------------- | ---- | ----------------------- |
| 1    | GK     | 티보 쿠르투아       | 1992년 5월 11일(22세)  | 17   | 아틀레티코 마드리드     |
| 2    | DF     | 토비 알데르베이럴트 | 1989년 3월 2일(25세)   | 34   | 아틀레티코 마드리드     |
| 3    | DF     | 토마스 페르말런     | 1985년 11월 14일(28세) | 47   | 아스널                  |
| 4    | DF     | 뱅상 콩파니 (주장)  | 1986년 4월 10일(28세)  | 59   | 맨체스터 시티           |
| 5    | DF     | 얀 페르통언         | 1987년 4월 24일(27세)  | 56   | 토트넘 홋스퍼           |
| 6    | MF     | 악셀 위첼           | 1989년 1월 12일(25세)  | 48   | 제니트 상트페테르부르크 |
| 7    | MF     | 케빈 더 브라위너    | 1991년 6월 28일(22세)  | 21   | VfL 볼프스부르크        |
| 8    | MF     | 마루안 펠라이니     | 1987년 11월 22일(26세) | 50   | 맨체스터 유나이티드     |
| 9    | FW     | 로멜루 루카쿠       | 1993년 5월 13일(21세)  | 29   | 에버턴                  |
| 10   | MF     | 에덴 아자르         | 1991년 1월 7일(23세)   | 45   | 첼시                    |
| 11   | MF     | 케빈 미랄라스       | 1987년 10월 5일(26세)  | 44   | 에버턴                  |
| 12   | GK     | 시몽 미뇰레         | 1988년 8월 6일(25세)   | 14   | 리버풀 FC               |
| 13   | GK     | 사미 보쉬           | 1985년 8월 11일(28세)  | 0    | 쥘터 바레험             |
| 14   | FW     | 드리스 메르턴스     | 1987년 5월 6일(27세)   | 25   | 나폴리                  |
| 15   | DF     | 다니엘 판 바위턴    | 1978년 2월 7일(36세)   | 79   | 바이에른 뮌헨           |
| 16   | MF     | 스테번 드푸르       | 1988년 4월 15일(26세)  | 43   | 포르투                  |
| 17   | FW     | 디보크 오리기       | 1995년 4월 18일(19세)  | 2    | 릴                      |
| 18   | DF     | 니콜라스 롬바르츠   | 1985년 3월 20일(29세)  | 25   | 제니트 상트페테르부르크 |
| 19   | MF     | 무사 뎀벨레         | 1987년 7월 16일(26세)  | 57   | 토트넘 홋스퍼           |
| 20   | MF     | 아드난 야누자이     | 1995년 2월 5일(19세)   | 1    | 맨체스터 유나이티드     |
| 21   | DF     | 앙토니 반덴 보르    | 1987년 10월 24일(26세) | 25   | 안데를레흐트            |
| 22   | MF     | 나세르 샤들리       | 1989년 10월 2일(24세)  | 20   | 토트넘 홋스퍼           |
| 23   | DF     | 로랑 시망           | 1985년 8월 5일(28세)   | 8    | 스탕다르 리에주         |

### 알제리
- 감독:  바히드 할릴호지치
- 주장: 마지드 부게라

알제리는 6월 2일에 최종 명단을 발표하였다.
| 번호 | 포지션 | 선수                    | 생년월일 (나이)        | 출전 | 소속             |
| ---- | ------ | ----------------------- | ---------------------- | ---- | ---------------- |
| 1    | GK     | 세드리크 시 모하메드    | 1985년 1월 9일(29세)   | 1    | CS 콘스탄틴      |
| 2    | DF     | 마지드 부게라 (주장)    | 1982년 10월 7일(31세)  | 62   | 레크위야         |
| 3    | DF     | 파우지 굴람             | 1991년 2월 1일(23세)   | 6    | 나폴리           |
| 4    | DF     | 에사이드 벨칼렘         | 1989년 1월 1일(25세)   | 13   | 왓포드           |
| 5    | DF     | 라피크 할리시           | 1986년 9월 2일(27세)   | 29   | 아카데미카       |
| 6    | DF     | 자멜 메스바흐           | 1984년 10월 9일(29세)  | 25   | 리보르노         |
| 7    | MF     | 하산 옙다               | 1984년 5월 14일(30세)  | 25   | 우디네세         |
| 8    | MF     | 메드히 라센             | 1984년 5월 15일(30세)  | 30   | 헤타페           |
| 9    | FW     | 나빌 길라스             | 1990년 4월 20일(24세)  | 5    | 포르투           |
| 10   | MF     | 소피안 페굴리           | 1989년 12월 26일(24세) | 19   | 발렌시아         |
| 11   | MF     | 야신 브라히미           | 1990년 2월 8일(24세)   | 6    | 그라나다         |
| 12   | DF     | 카를 메자니             | 1985년 5월 15일(29세)  | 26   | 발랑시엔         |
| 13   | FW     | 이슬람 슬리마니         | 1988년 6월 18일(25세)  | 20   | 스포르팅         |
| 14   | MF     | 나빌 벤탈렙             | 1994년 11월 24일(19세) | 3    | 토트넘 홋스퍼    |
| 15   | FW     | 엘 아르비 힐렐 수다니   | 1987년 11월 25일(26세) | 22   | 디나모 자그레브  |
| 16   | GK     | 모하메드 라민 젬마무시  | 1985년 3월 19일(29세)  | 7    | USM 알제         |
| 17   | DF     | 리아신 카다무로벤타이바 | 1988년 3월 5일(26세)   | 7    | 마요르카         |
| 18   | MF     | 압델무멘 자부           | 1987년 1월 31일(27세)  | 8    | 클럽 아프리칸    |
| 19   | MF     | 사피르 타이데르         | 1992년 2월 29일(22세)  | 19   | 인테르나치오날레 |
| 20   | DF     | 아이사 만디             | 1991년 10월 22일(22세) | 2    | 랭스             |
| 21   | MF     | 리야드 마레즈           | 1991년 2월 21일(23세)  | 2    | 레스터 시티      |
| 22   | MF     | 메흐디 모스테파         | 1983년 8월 30일(30세)  | 23   | 아작시오         |
| 23   | GK     | 라이스 므볼리           | 1986년 4월 25일(28세)  | 28   | CSKA 소피아      |

### 러시아
- 감독:  파비오 카펠로
- 주장: 바실리 베레주츠키

러시아는 6월 2일에 최종 명단을 발표하였다. 로만 시로코프가 부상으로 명단에서 제외되었고, 파벨 모길레베츠로 대체되었다.
| 번호 | 포지션 | 선수                     | 생년월일 (나이)        | 출전 | 소속                    |
| ---- | ------ | ------------------------ | ---------------------- | ---- | ----------------------- |
| 1    | GK     | 이고리 아킨페예프        | 1986년 4월 8일(28세)   | 69   | CSKA 모스크바           |
| 2    | DF     | 알렉세이 코즐로프        | 1986년 11월 16일(27세) | 11   | 디나모 모스크바         |
| 3    | DF     | 게오르기 셴니코프        | 1991년 4월 27일(23세)  | 4    | CSKA 모스크바           |
| 4    | DF     | 세르게이 이그나셰비치    | 1979년 7월 15일(34세)  | 98   | CSKA 모스크바           |
| 5    | DF     | 안드레이 세묘노프        | 1989년 3월 24일(25세)  | 1    | 테레크 그로즈니         |
| 6    | FW     | 막심 카눈니코프          | 1991년 7월 14일(22세)  | 2    | 암카르 페름             |
| 7    | MF     | 이고리 데니소프          | 1984년 5월 17일(30세)  | 44   | 디나모 모스크바         |
| 8    | MF     | 데니스 글루샤코프        | 1987년 1월 27일(27세)  | 26   | 스파르타크 모스크바     |
| 9    | FW     | 알렉산드르 코코린        | 1991년 3월 19일(23세)  | 22   | 디나모 모스크바         |
| 10   | MF     | 알란 자고예프            | 1990년 6월 17일(24세)  | 33   | CSKA 모스크바           |
| 11   | FW     | 알렉산드르 케르자코프    | 1982년 11월 27일(31세) | 81   | 제니트 상트페테르부르크 |
| 12   | GK     | 유리 로디긴              | 1990년 5월 26일(24세)  | 3    | 제니트 상트페테르부르크 |
| 13   | DF     | 블라디미르 그라나트      | 1987년 5월 22일(27세)  | 5    | 디나모 모스크바         |
| 14   | DF     | 바실리 베레주츠키 (주장) | 1982년 6월 20일(32세)  | 78   | CSKA 모스크바           |
| 15   | MF     | 파벨 모길레베츠          | 1993년 1월 25일(21세)  | 1    | 루빈 카잔               |
| 16   | GK     | 세르게이 리지코프        | 1980년 9월 19일(33세)  | 1    | 루빈 카잔               |
| 17   | MF     | 올레크 샤토프            | 1990년 6월 29일(23세)  | 7    | 제니트 상트페테르부르크 |
| 18   | FW     | 유리 지르코프            | 1983년 8월 20일(30세)  | 61   | 디나모 모스크바         |
| 19   | FW     | 알렉산드르 사메도프      | 1984년 7월 19일(29세)  | 17   | FC 로코모티프 모스크바  |
| 20   | MF     | 빅토르 파이줄린          | 1986년 4월 22일(28세)  | 19   | 제니트 상트페테르부르크 |
| 21   | FW     | 알렉세이 이오노프        | 1989년 2월 18일(25세)  | 5    | 디나모 모스크바         |
| 22   | DF     | 안드레이 예셴코          | 1984년 2월 9일(30세)   | 12   | 안지 마하치칼라         |
| 23   | DF     | 드미트리 콤바로프        | 1987년 1월 25일(27세)  | 23   | 스파르타크 모스크바     |

### 대한민국
- 감독:  홍명보
- 주장: 구자철
- 부주장: 윤석영

대한민국은 5월 8일에 최종 명단을 발표하였다. 대한축구협회는 5월 29일에 김진수가 부상으로 명단에서 제외되고, 박주호를 발탁했음을 알렸다.
| 번호 | 포지션 | 선수            | 생년월일 (나이)        | 출전 | 소속                |
| ---- | ------ | --------------- | ---------------------- | ---- | ------------------- |
| 1    | GK     | 정성룡          | 1985년 1월 4일(29세)   | 60   | 수원 삼성 블루윙즈  |
| 2    | DF     | 김창수          | 1985년 9월 12일(28세)  | 8    | 가시와 레이솔       |
| 3    | DF     | 윤석영 (부주장) | 1990년 2월 13일(24세)  | 3    | 퀸즈 파크 레인저스  |
| 4    | DF     | 곽태휘          | 1981년 7월 8일(32세)   | 34   | 알힐랄              |
| 5    | DF     | 김영권          | 1990년 2월 27일(24세)  | 20   | 광저우 헝다         |
| 6    | DF     | 황석호          | 1989년 6월 27일(24세)  | 3    | 산프레체 히로시마   |
| 7    | MF     | 김보경          | 1989년 10월 6일(24세)  | 27   | 카디프 시티         |
| 8    | MF     | 하대성          | 1985년 3월 2일(29세)   | 13   | 베이징 궈안         |
| 9    | MF     | 손흥민          | 1992년 7월 8일(21세)   | 24   | 바이어 레버쿠젠     |
| 10   | FW     | 박주영          | 1985년 7월 10일(28세)  | 63   | 아스널              |
| 11   | FW     | 이근호          | 1985년 4월 11일(29세)  | 63   | 상주 상무           |
| 12   | DF     | 이용            | 1986년 12월 24일(27세) | 11   | 울산 현대           |
| 13   | FW     | 구자철 (주장)   | 1989년 2월 27일(25세)  | 36   | 마인츠 05           |
| 14   | MF     | 한국영          | 1990년 4월 19일(24세)  | 9    | 가시와 레이솔       |
| 15   | MF     | 박종우          | 1989년 3월 10일(25세)  | 10   | 광저우 푸리         |
| 16   | MF     | 기성용          | 1989년 1월 24일(25세)  | 57   | 스완지 시티         |
| 17   | MF     | 이청용          | 1988년 7월 2일(25세)   | 54   | 볼턴 원더러스       |
| 18   | FW     | 김신욱          | 1988년 4월 14일(26세)  | 27   | 울산 현대           |
| 19   | MF     | 지동원          | 1991년 5월 28일(23세)  | 27   | 보루시아 도르트문트 |
| 20   | DF     | 홍정호          | 1989년 8월 12일(24세)  | 24   | FC 아우크스부르크   |
| 21   | GK     | 김승규          | 1990년 9월 30일(23세)  | 5    | 울산 현대           |
| 22   | DF     | 박주호          | 1987년 1월 16일(27세)  | 13   | 마인츠 05           |
| 23   | GK     | 이범영          | 1989년 4월 2일(25세)   | 0    | 부산 아이파크       |

## 출장 정지
예선 마지막 경기에서 징계를 받은 다음 선수들이 각 국가의 최종 명단에 포함된다면, 본선 첫 경기에 출장할 수 없다.
- 프레디 과린: 2013년 10월 15일 파라과이전 거친 반칙(경고 누적)으로 퇴장, 1경기 출장 금지 (그리스전)
- 마리오 만주키치: 2013년 11월 19일 아이슬란드전 거친 반칙으로 퇴장, 1경기 출장 금지 (브라질전)

## 같이 보기
- 2010년 FIFA 월드컵 선수 명단